# Фриульский язык
Фриу́льский язы́к (также восточный ретороманский, фурланский; самоназвания: furlanо файле, lenghe furlane) — язык фриулов, один из романских языков. Распространён на территории северо-восточной Италии в историческом регионе Фриули — на большей части современной области Фриули-Венеция-Джулия и в восточных районах области Венеция. Отчасти фриульский сохраняется в странах Латинской Америки, ранее он был также распространён в ряде регионов Румынии, но к настоящему времени там практически исчез.
В Италии официально признан языком этнического меньшинства.
Число носителей составляет около 300 тысяч человек (2002).
Долгое время статус фриульского по отношению к другим романским языкам и диалектам оставался спорным, в современной романистике фриульский чаще всего рассматривается как самостоятельный язык. По вопросу о месте фриульского в классификации романских языков к настоящему времени нет единого мнения. По некоторым структурным характеристикам фриульский близок к северноитальянским языкам, в то же время отмечается его обособленное положение даже по отношению к венетскому языку. Классификация фриульского как языка ретороманской группы считается устаревшей.
К особенностям фриульского языка относят такие фонетические черты, как сохранение дифтонга au (taurus > /tawr/ «бык»); появление нового противопоставления долгих и кратких гласных; палатализация групп bj, vj, pj и палатализация согласной c перед a; оглушение звонких согласных на конце слова.
В числе характерных черт грамматики отмечаются такие, как наличие двух типов образования множественного числа, сигматический и асигматический; наличие обязательного формально выраженного субъекта (личных безударных местоимений) при глагольной форме; оформление вопросительного спряжения специальной флексией; наличие сверхсложных прошедших времён, выражающих предшествование по отношению к любой форме прошедшего; употребление четырёх времён кондиционала; расширение системы конъюктива за счёт сверхсложных форм; наличие оптатива.
Основной лексический фонд составляют слова латинского происхождения, к ранним заимствованиям относят германизмы и славянизмы, с XV века преобладают заимствования из венетского и итальянского языков.
Фриульскому языку присуща высокая диалектная дробность. Фриульские диалекты группируются в три основных ареала: карнийский, западнофриульский и центрально-восточный фриульский.
Письменность, в основе которой лежат орфографические нормы итальянского языка, развивается с XIV века. У фриулов сформировалось литературное койне, имеется длительная литературная традиция с центрами в городах Удине и Гориция. Вместе с тем сфера употребления фриульского языка ограничена в основном устным общением, в связи с чем он функционально не отличается от диалекта.

## Вопросы классификации

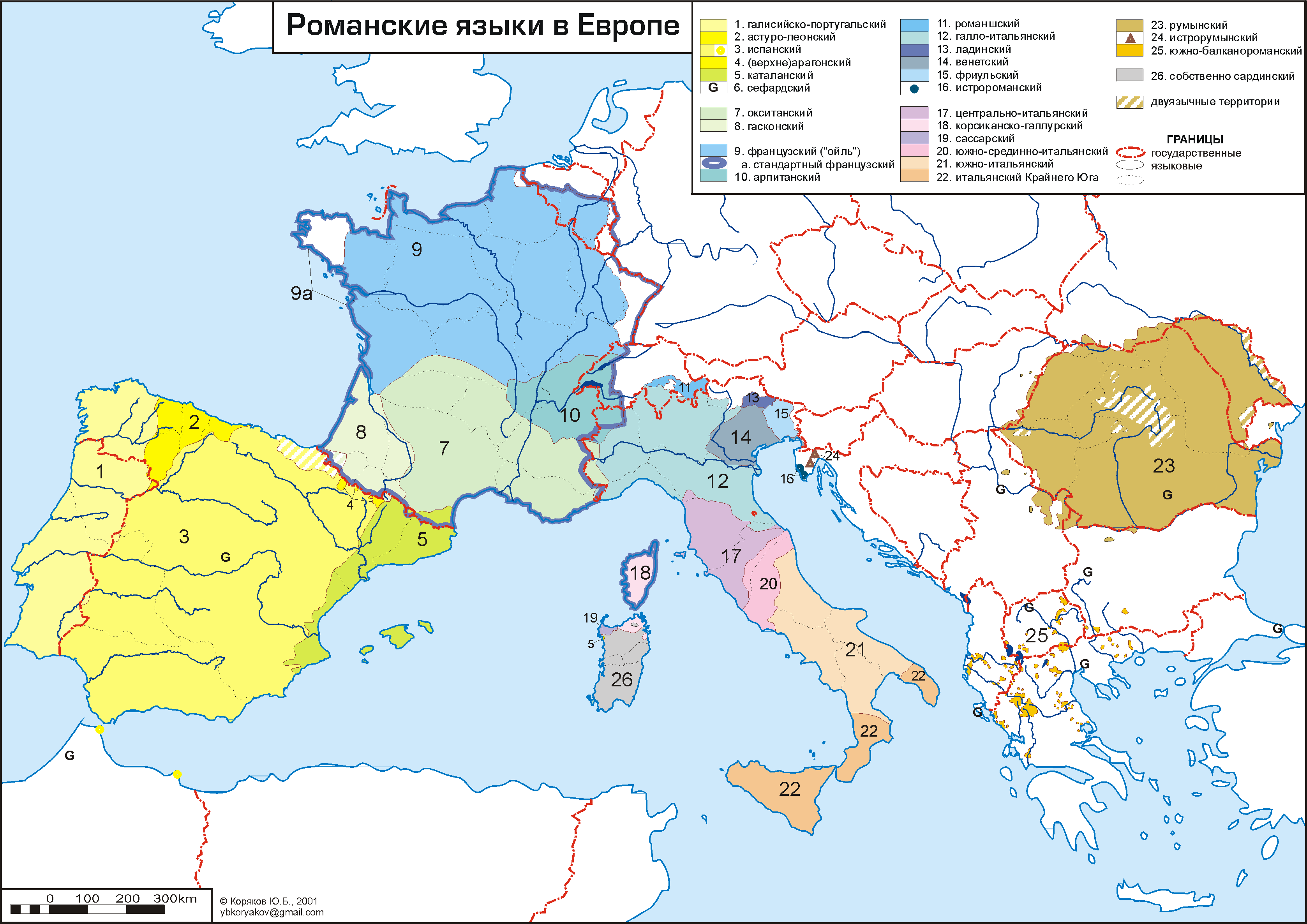
Ареал фриульского языка (15, светло-голубой) на карте романских языков

Традиционно в романистике фриульский язык долгое время рассматривался как часть ретороманской языковой подгруппы, в которую включали также романшский (швейцарский ретороманский) и ладинский языки. Одним из первых исследователей романских языков, выдвинувших гипотезу единства диалектов «ретороманцев», был австрийский учёный Х. Шнеллер.
Итальянский лингвист Г. Асколи в своей работе 1873 года подробно обосновал языковое единство диалектов «ладинского» типа (романшского, ладинского и фриульского), которое связывал прежде всего с ретийским субстратом. При этом Г. Асколи отмечал обособленное положение фриульского в рамках «ладинского» ареала по отношению к двум другим диалектам.
Термин «ретороманский» к рассматриваемым Г. Асколи идиомам впервые ввёл в 1883 году немецкий романист Т. Гартнер. Применительно к данному языковому единству помимо названий «ладинский» и «ретороманский» в отдельных работах использовались также такие названия, как «альпийский романский» (Э. Гамильшег), «рето-фриульский» (П. Бек), «ретоладинский» (Й. Х. Миттеррутцнер) и «фриуло-ладино-курвальский языковой союз» (Х. Шнеллер). Хотя Г. Асколи и Т. Гартнер явно не включали фриульский в ретороманский (ладинский) ареал, в романистике надолго утвердился взгляд на фриульский, как на диалект ретороманского языка (или язык ретороманской группы). Такую точку зрения разделяли, в частности, Я. Юд, В. фон Вартбург, Г. Рольфс и другие исследователи романских языков.
Взгляд на структурное единство романшского, ладинского и фриульского диалектов (или языков), предложенный Г. Асколи, был распространён среди романистов в XIX и в первой половине XX века. Ретороманскую подгруппу рассматривали как переходную между языками галло-романского и итало-романского типа, а в составе более широкого объединения, включающего ещё и истророманский с далматинским, рассматривали как переходный языковой ареал между языками Западной и Восточной Романии. В частности, М. Бартоли, разделивший в своём исследовании 1925 года романские языки на основании лексических расхождений на архаичные западные и восточные, и инновативные центральные, включил фриульский в ретороманскую подгруппу центрально-романской группы. Дж. Л. Трагер, выделивший в своей работе 1934 года в западнороманском ареале иберо-романскую, галло-романскую и ладинскую подгруппы, относил фриульский в ладинскую либо в галло-романскую подгруппы.
Вместе с тем в ранней романистике была известна и иная точка зрения, согласно которой, фриульский идиом представлял собой один из северноитальянских диалектов, близкий венетскому.
В дальнейшем этот вариант классификации романских языков получал всё большее распространение. Согласно этой классификации, в которой учитываются как типологические сходства, так и географическая близость языковых ареалов, фриульский стали включать в итало-романскую подгруппу языков или в её рамках в число северноитальянских языков вместе с ладинским, истророманским и северными (галло-итальянскими и венетским) языками.

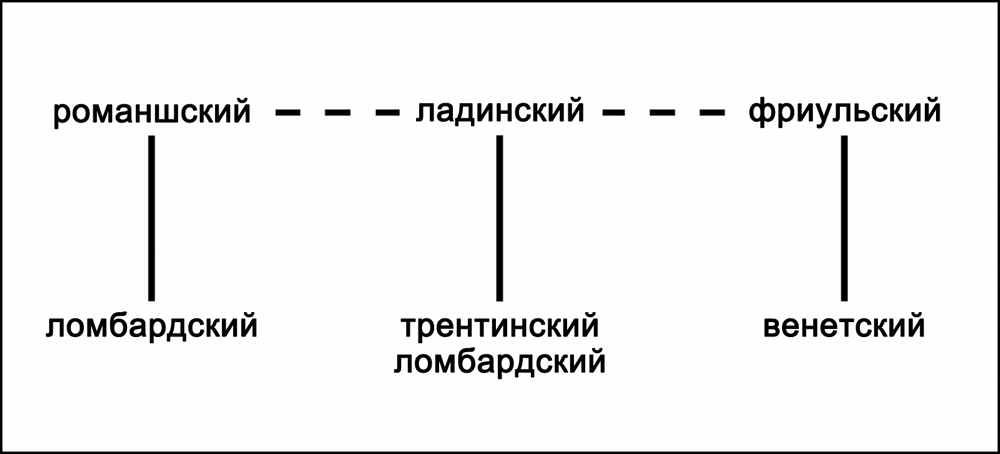
Связи романских диалектов и языков в альпийском регионе согласно исследованиям К. Баттисти (связи, обозначаемые сплошными линиями, сильнее связей со штрих-пунктирным обозначением)

Распространение точки зрения о более тесной связи ретороманских идиомов с северноитальянскими сопровождалось критикой ретороманского языкового единства. Так, например, К. Баттисти полагал, что у ретороманских языков не было единой основы, все они развились из разных диалектов народной латыни, никогда не имевших между собой языковых контактов. По его мнению, ретороманские являются сложившимися в условиях изоляции консервативными формами северноитальянских диалектов — ломбардского (романшский) и венетского (ладинский и фриульский). Архаичными периферийными ареалами северноитальянской языковой системы считали фриульский, романшский и ладинский также Дж. Б. Пеллегрини, Й. Крамер, Э. Бласко-Феррер и другие романисты. Среди лингвистов, подвергших критике противопоставление ретороманских и северноитальянских языков, были К. Баттисти, К. Сальвиони, Э. Дж. Пароди. К итало-романской подгруппе языков относили фриульский К. Тальявини и Г. Цанньер. К. Мерло, как и Г. Асколи, отмечал тесную связь фриульского с далматинским языком.
В современной романистике фриульский уже не рассматривается как язык ретороманской подгруппы — такая классификация считается устаревшей. При этом не все исследователи согласны с включением фриульского в северноитальянскую подгруппу. Дж. Франческато, в частности, полагает, что фриульский занимает изолированное положение внутри группы романских языков, даже по отношению к соседнему венетскому языку. Дж. Маркетти считает фриульский своеобразным романским языком, который сформировался на основе особой аквилейской разновидности латыни в условиях слабых языковых контактов с другими итальянскими диалектами. По его мнению, факт независимости фриульского языка от соседних северноитальянских языков и диалектов является бесспорным.
Сложность определения места фриульского в классификации романских языков заключается в том, что для фриульского языка характерны как черты западно-романской группы, так и черты восточно-романской группы. Более того, Дж. Пеллегрини в своей работе 1985 года отмечал, что в центральных и восточных Альпах, а также на прилегающих территориях вообще невозможно провести чёткие лингвистические границы.
В настоящее время вопрос о месте фриульского, а также ладинского и романшского (ранее объединяемых с фриульским как ретороманские) в классификации романских языков фактически остаётся открытым.
С самого раннего периода изучения фриульского языка, когда его ещё было принято относить к ретороманским идиомам, неясным оставался вопрос о его статусе — является ли фриульский и остальные ретороманские идиомы диалектами единого ретороманского языка или образуют самостоятельные языки в рамках ретороманской подгруппы.
Современные исследователи фриульского идиома считают его самостоятельной языковой системой, основываясь при этом на специфике дороманского субстрата Фриули, условиях романизации региона и развития аквилейской латыни, особенностях языковой ситуации во Фриули в Средние века и на своеобразии фриульской типологической структуры (учитывая небольшое значение языковых черт, связывающих фриульский с романшским и ладинским).
Следующие черты объединяют фриульский с другими романскими языками:
1. С галло-романскими, иберо-романскими и венетским:
  - отсутствие геминированных согласных;
  - лениция согласных в интервокальной позиции.
2. С галло-романскими:
  - апокопа конечных гласных за исключением гласной -a;
  - оглушение фрикативных согласных на конце слова;
  - гласное наращение глагольных форм в 1-м лице единственного числа изъявительного наклонения.
3. С северноитальянскими:
  - использование субъектных клитик: Toni al cjante «Тони поёт»;
  - обязательное использование субъектной клитики в предложении, которое согласовано с подлежащим предыдущего предложения: Al cjante e al bale «Он поёт и танцует»;
  - предшествование отрицательной частицы субъектным клитикам: No tu cjantis «Ты не поёшь».
4. С галло-романскими, отсутствующие при этом в северноитальянских:
  - палатализация велярных согласных перед a;
  - сохранение латинских сочетаний pl, bl, fl, kl, gl: clavis «ключ» > clâf, *blanku «белый» > blanc, flos «цветок» > flôr;
  - сохранение окончания -s как показателя множественного числа существительных и второго лица у глагола.
5. C румынским:
  - дифтонгизация ударного ɛ в закрытом слоге (присутствует также в испанском, валлонском, сурсельвском и истророманском): ferrum «железо» > фриульск. fier, рум. fier;
  - сохранение сочетаний pl, bl, fl: plumbum «свинец» > plomb фриульск., рум. plumb; однако во фриульском сохраняется и kl, утраченное в румынском: clavis «ключ» > фриульск. clâf, рум. cheie;
  - палатализация сочетаний ti, si, li: фриульск. dut «весь» — ducj «все», рум. tot — toți;
  - переход ɛ перед носовым в закрытом слоге в i: tempus «время» > фриульск. timp, рум. timp;
  - ограниченное количество синкоп гласных;
  - двучленная система указательных местоимений: фриульск. chest «этот» — chel «тот», рум. acest — acel (такая же система, однако, характерна и для ладинского, романшского, большей части итало-романских и галло-романских языков);
  - наличие суффикса -r- во всех формах множественного числа простого перфекта;
  - высокая продуктивность континуантов латинского суффикса -uceus (фриульск. -uz, рум. -uț).

## Лингвогеография

### Ареал и численность
Ареал фриульского языка — северо-восточная часть Италии, автономный регион Фриули-Венеция-Джулия — провинции Удине, Гориция и Порденоне. До XIX века фриульский также был распространён на территории современной провинции Триест. Кроме этого, несколько тысяч носителей фриульского населяют районы Портогруаро в провинции Венеция, пограничные с регионом Фриули-Венеция-Джулия. Исторически этот регион входил в состав Фриули, с 1838 года он отошёл к Венеции, в 1866—1923 годах его преобразовали в особую административную единицу мандаменто, включающую 11 коммун (Мандаменто ди Портогруаро), в составе провинции Венеция.
Крайне западные районы автономного региона Фриули-Венеция-Джулия и крайне южные районы на берегу Адриатического моря занимают окраинные части ареала венетского языка. В южной части Фриули, на побережье Венецианского залива наряду с фриульскими говорами распространены венетские говоры городов Монфальконе и Марано, говор бизиакко (от низовьев рек Изонцо и Тимаво до нагорья Карсо) и говор градезе (на острове Градо и в городе Градо). На севере Фриули встречаются островные немецкоязычные ареалы, на северо-востоке и востоке — ареалы словенского языка. Северная граница фриульского ареал проходит в Альпах, в целом совпадая с государственной границей Австрии и Италии. Восточная граница в основном проходит параллельно границе Словении и Италии. К западнофриульскому ареалу примыкают венетско-фриульские переходные говоры, ареал которых получил название венетско-фриульской амфизоны. Венетские диалекты в ряде районов области Фриули-Венеция-Джулия вытеснили фриульские диалекты или сосуществуют с ними. В частности, венецианский диалект в так называемой колониальной разновидности распространён в крупных населённых пунктах центрально-восточной Фриули — в Удине, Гориции, Чивидале, Червиньяно. Этот диалект в настоящее время уступает место итальянскому языку.
Колонии носителей фриульского языка, сформировавшиеся в результате миграций фриульского населения в XIX веке, встречаются до настоящего времени в странах Южной Америки, прежде всего в Аргентине. С 1880 годов фриулы переселялись в Румынию, в основном в восточные и южные районы Карпат и в Добруджу. В наше время румынские островные говоры практически исчезли.
По разным оценкам, при 1 млн человек фриулов численность носителей фриульского языка колеблется от 200 тысяч до 700 тысяч и более. По разным оценочным данным, в период с 1975 по 2002 год число говорящих на фриульском составляло:
- 200 000, 13,9 % области Фриули (1977—1978) — согласно обследованию Б. де Марки[14];
- 300 000 (2002) — по данным интернет-издания Ethnologue[3];
- 500 000 — по опросам, проведённым специалистами по социолингвистике Университета в Удине[29];
- 500 000 (1992) — согласно сведениям Дж. Хаймана[англ.] и Паолы Бенинка[35];
- 526 649 (1975) — по данным официальной переписи в Италии[34];
- 600 000 — по данным организации UNESCO, опубликованным в «Атласе языков мира, находящихся под угрозой исчезновения», в которых учтены различные источники[36];
- 700 000 (1993) — согласно сведениям Дж. Франческато[14];
- 340 000—750 000 (1987, 2002) — по данным Т. де Мауро «L’Italia delle Italie», А. Николози Чичери «Tradizioni popolari in Friuli»[37].

### Социолингвистические сведения
В основном фриульский является языком бытового общения. Он не выполняет каких-либо официальных функций, за ним закреплён только статус языка этнического меньшинства. Носители фриульского — это в первую очередь сельские жители среднего и старшего поколения. До недавнего времени фриульский воспринимался как язык, принадлежащий только социальным «низам». С 1980—1990-х годов подъём благосостояния сельского населения, а также переезд сельских жителей в города меняет ситуацию — фриульский всё меньше ассоциируется с низким социально-культурным статусом говорящих. В территориальном отношении лучше всего фриульский сохраняется в горных районах Карнии.
Длительное время языком официальной сферы для фриулов была латынь — в частности, латинский был государственным в Аквилейском патриархате. С 1420 года, после включения Фриули в состав Венецианской республики, важную роль стал играть венетский язык. Для фриулов Гориции во времена австрийского господства официальным был немецкий язык. В настоящее время все официальные функции во Фриули выполняет итальянский язык. Первые тексты, полностью написанные на фриульском появились в XIV веке. До XVI века письменный узус был ориентирован на диалект Чивидале, с XVI века — на диалект города Удине. В XVIII веке возникает обособленная письменная традиция в Гориции. Письменный литературный язык фриулов, называемый койне, или центральное койне, сформировался на основе диалекта Удине в XIX веке. Вплоть до Первой мировой войны фриульский использовался в церковных богослужениях. В настоящее время койне используется в СМИ, в 1952 году создана его кодифицированная форма, койне принято большинством представителей фриульской интеллигенции. Наблюдается процесс сближения койне Удине и койне Гориции. В то же время отмечаются расхождения разговорного языка жителей Удине и центрального койне, развитие художественной литературы на фриульских диалектах, отрицательное отношение к койне фриульских литераторов в регионах, прежде всего в Западной Фриули. В конце 1980-х годов кодифицированную форму фриульского языка разработал Ксавьер Ламуэла. В 1996 году она была принята в качестве официальной Региональным советом по фриульским культуре и языку. Тем не менее проблема единого литературного языка для фриулов всё ещё остаётся нерешённой.
В разные периоды XX века отношение к фриульскому языку, как и к языкам других этнических меньшинств, в Италии менялось.
В 1925 году в Италии было отменено преподавание языков этнических меньшинств. С 1928 года единственным официальным языком государства был признан итальянский язык, помимо прочего началась итальянизация фамилий и топонимических названий. C 1931 года использование других языков помимо литературного итальянского, в том числе и диалектов, находилось под запретом. После Второй мировой войны основная часть запретов была снята.
Согласно Лондонскому меморандуму 1954 года, часть Свободной территории Триест (Юлийской Крайны) была передана Италии. Регион Венеция-Джулия (часть Гориции и Триест) был объединён с Фриули в область Фриули — Венеция-Джулия. В 1963 году итальянское правительство предоставило региону автономный статус. Фриульский язык был официально признан как язык национального меньшинства. С 1950-х годов фриульский был введён как факультативный предмет в 10 % государственных и 80 % частных школ первой ступени Фриули (преподавался 1 раз в неделю). С 1974/1975 учебного года фриульский язык стал предметом обучения по выбору в 8 % школ второй ступени. В 1987 году был разработан проект двуязычного дошкольного воспитания. Государственные двуязычные детские сады были созданы в ряде городов провинции Удине. Благодаря принятому в 1993 году областному закону фриульский язык введён в младших классах государственных школ как обязательный предмет. Фриульские язык и литература преподаются в высших учебных заведениях городов Удине и Триеста. Учителя и все желающие проходят подготовку на курсах, организуемых Фриульским филологическим обществом с 1919 года.
В 1999 году в Италии был принят закон № 482 «О защите исторических языковых меньшинств» по рекомендациям Совета Европы (Европейская хартия региональных и миноритарных языков 1992 года), согласно положениям которого в Италии охраняются языки и культура албанского, каталонского, немецкого, греческого, словенского и хорватского населения, а также говорящего на французском, франкопровансальском, фриульском, ладинском, окситанском и сардинском языках. По этому закону за языками перечисленных этнических групп был закреплён особый статус. Приняты также региональные законодательные акты о защите фриульского языка, среди них — закон 1981 года, поддерживающий использование языка в образовании, издательской деятельности и культурной сферах, благодаря которому выросло число школ с изучением фриульского языка.
В условиях доминирования итальянского литературного языка, выполняющего все официальные функции во Фриули — языка администрации и судопроизводства, языка школьного обучения, основного языка средств массовой информации, в первую очередь радио и телевидения, со второй половины XX века происходит постоянное сокращение употребления фриульского языка. Согласно проведённому в 1960-х годах анкетированию школьников города Удине, 39 % учащихся дома говорили на фриульском, 34 % — на итальянском, 25 % — на венетском. В настоящее время фриульская молодёжь между собой предпочитает общаться на итальянском языке. По последним данным в сёлах провинции Удине на фриульском языке в домашней обстановке говорят 65,5 % населения, в столице провинции на фриульском языке говорят лишь 17 % горожан. В «Атласе языков мира, находящихся под угрозой исчезновения» организации UNESCO фриульский язык отмечен как неблагополучный.

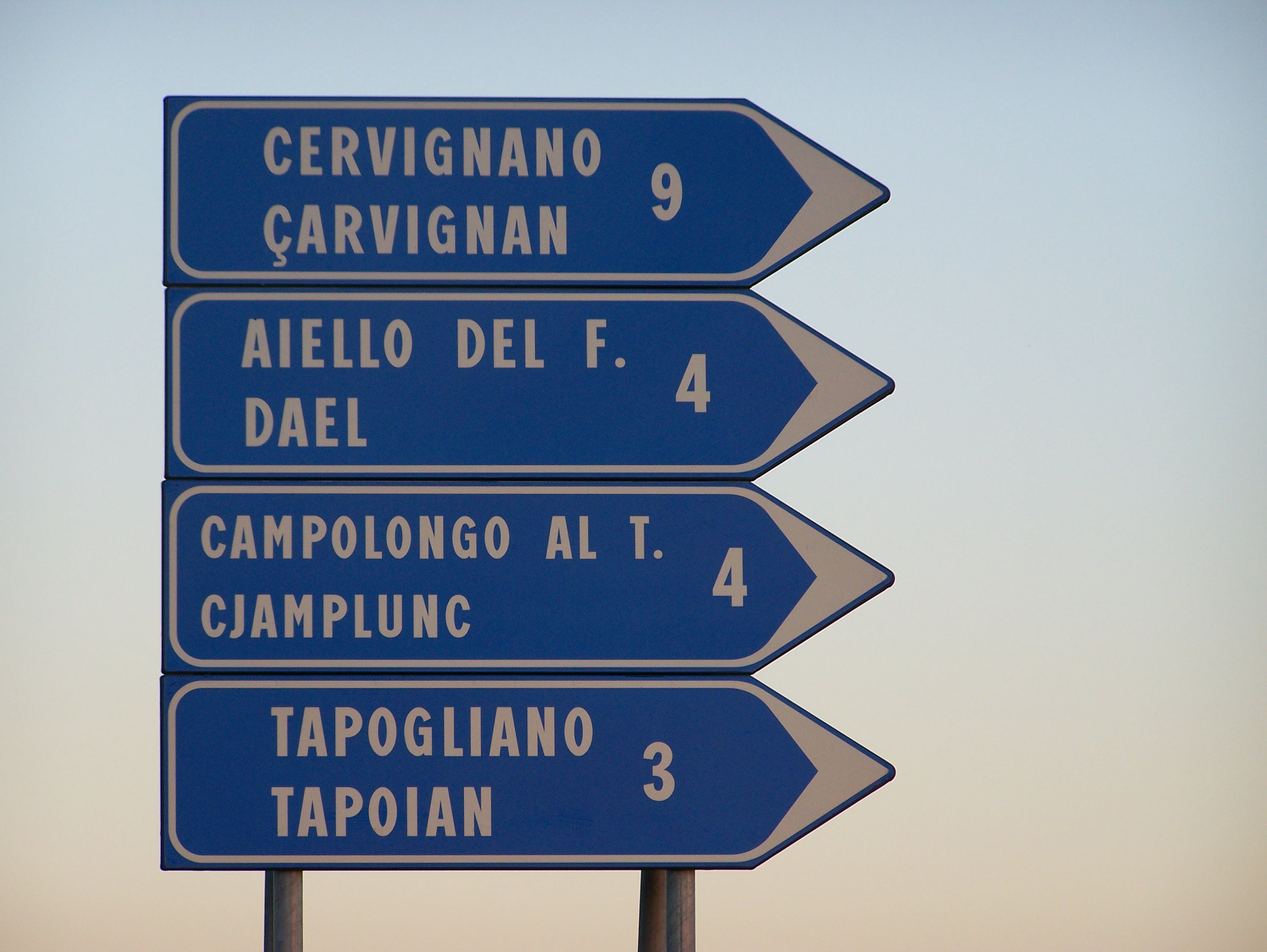
Двуязычный фриульско-итальянский дорожный указатель

Основными для фриулов являются фриульско-итальянский и фриульско-венетский билингвизм, а также фриульско-итальянско-венетское трёхъязычие. Кроме них на территории Фриули отмечаются и другие типы двуязычия и трёхъязычия (в районах с немецкоязычным и словеноязычным населением на севере и востоке Фриули). Итальянским языком в его литературной форме или в его региональной разновидности носители фриульского языка владеют в подавляющем большинстве. При этом смешения двух языков не происходит, влияние итальянского на фриульский связывается только с исчезновением некоторых языковых черт, которые сами носители в сравнении с итальянским ощущают как «чересчур фриульские». На венетском языке в основном говорят представители среднего класса в крупных городах. Пассивное знание венетского отмечается на всей равнинной части Фриули. В то же время использование венетского в настоящее время сокращается, причём его носители постепенно переходят не на фриульский, а на итальянский язык. В области Венето фриульский распространён только в сельской местности, в окрестностях городов Порденоне и Сачиле, в самих городах говорят на венетском языке. По всей территории, где контактируют зоны распространения фриульского и венетского языка, прежде всего, в Западной и Южной Фриули, между ними наблюдается интерференция, часто встречается переключение кодов.

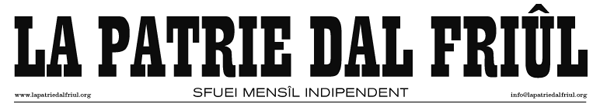
Оформление названия фриульской газеты
La patrie dal Friûl

На фриульском языке издаётся художественная литература, ограниченно ведётся радио- и телевещание («Радио Онде Фурлан»). На территории региона Фриули — Венеция-Джулия установлены двуязычные фриульско-итальянские дорожные указатели. Издание законов о защите и развитии фриульского языка и финансирование программ его поддержки в последние годы способствует расширению сферы использования фриульского языка в области культуры и в СМИ. В последнее время одной из сфер использования фриульского языка становится интернет. В частности, на фриульский переводятся онлайн-игры. Первой из них (в 2008 году) стал футбольный онлайн-менеджер Hattrick.
Для фриулов характерно наличие чёткого этнического самосознания, сочетающегося с осознанием их принадлежности к итальянской нации. В современных исследованиях фриульский называется как диалектом, так и языком, в зависимости от того, в каком плане, лингвистическом или экстралингвистическом, этот идиом рассматривается. По мнению фриульских лингвистов, вопросы различения статуса фриульского как языка или диалекта не имеет смысла.
Регулирующие организации: Региональный совет по фриульским культуре и языку; Региональное агентство по фриульскому языку.

### Диалекты

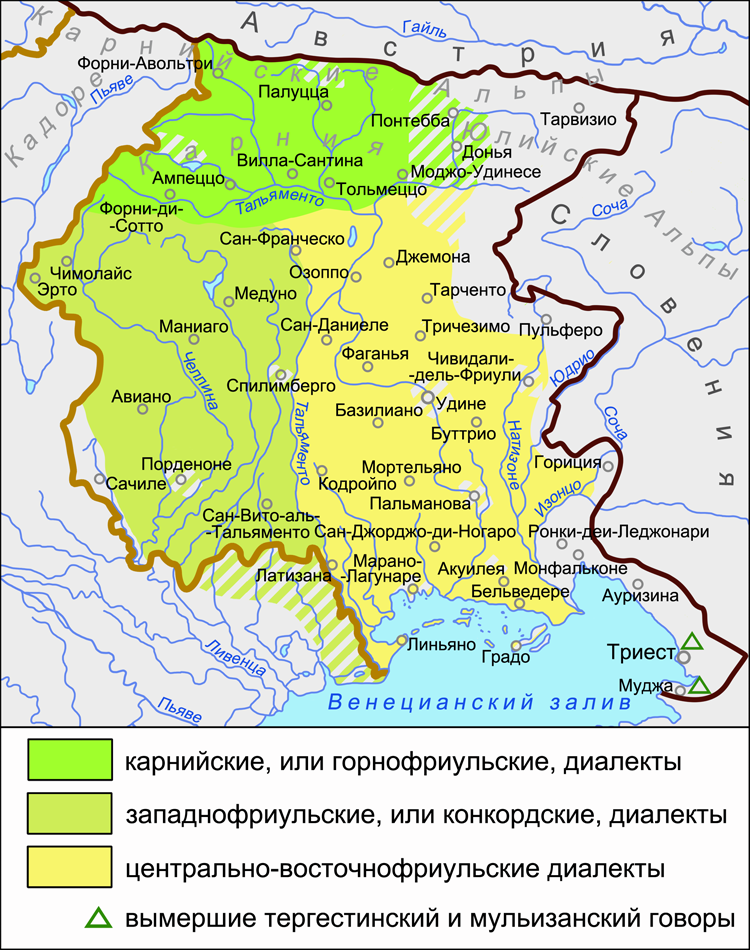
Карта диалектов фриульского языка

Во фриульском языке выделяют следующие диалектные ареалы:
1. Центрально-восточный ареал:
  - центральнофриульский (охватывает территорию от предгорьев Альп на севере до побережья Адриатического моря на юге, и от реки Тальяменто на западе до Гориции на востоке, включая говоры городов Удине и Чивидале, а также центрально-южные говоры, характеризуюшиеся большим числом инноваций);
  - горицианский (занимает почти всю провинцию Гориция и небольшую часть провинции Удине — зона Гориция — Монфальконе — Аквилея);
  - юго-восточный (в нижнем течении реки Тальяменто).
2. Карнийский, или горнофриульский, ареал (в Карнийских Альпах):
  - общий карнийский (распространён в Тольмеццо, в долине Кьярсо[фриул.], в долине реки Феллы[итал.] и других районах Карнийских Альп);
  - гортанский, или северо-западный карнийский (в долинах Горто[фриул.] и Пезарина[фриул.]);
  - форнезский, или юго-западный карнийский[англ.] (в селениях Форни-ди-Сопра и Форни-ди-Сотто).
3. Западный, или конкордский, ареал:
  - общий западный (говоры районов по течению рек Медуна[итал.] и Челлина[итал.]);
  - северо-западный (предальпийские говоры Маниаго и Спилимберго);
  - говоры области к северо-западу от реки Тальяменто в её нижнем течении;
  - азино — диалект долины Валь-д’Арцино[итал.];
  - трамонтино — диалект долины Валь-Трамонтина[итал.];
  - эртанский говор (говор селения Эрто), включаемый Дж. Франческато по фонетическим признакам во фриульский ареал, в то время как другие исследователи (Г. И. Асколи, Т. Гартнер, К. Баттисти[итал.]) относили его к ладинскому языку;
  - переходная зона (амфизона) от фриульского к венетскому языку.

Кроме того, говоры фриульского типа бытовали до XIX века в Триесте — тергестинский говор (tergestino) и в городе Муджа и его окрестностях — мульизанский говор (muglisano), просуществовавший несколько дольше тергестинского. Оба говора были вытеснены говорами венетского колониального типа, в частности, в Триесте венетский говор получил название триестинский (triestino). К фриульскому языку в прошлом относились и италороманские говоры Истрии.
Существуют также и иные классификации фриульского языка.
Так, в статье «Ретороманские языки» в «Лингвистическом энциклопедическом словаре» перечисляются такие основные диалекты, как удинский, горицианский, восточный, горнофриульский с подгруппой карнийских говоров, западный (переходный к венецианскому типу) и равнинный фриульский.
Основные различительные признаки фриульских диалектов на фонетическом, морфологическом и лексическом уровнях:
- различия в рефлексах латинских CA, GA, -S и сочетаний согласных с L;
- дифтонгизация (и в некоторых случаях — последующая повторная монофтонгизация) гласных ẹ, ę, ọ, ǫ под ударением;
- различия в качестве конечной опорной гласной (-e или -i) и в континуантах конечной -A;
- различия в формах определённого артикля;
- различия во флексиях существительных женского рода в форме множественного числа: -as, -es, -is, -e, -i;
- различия в окончаниях глаголов настоящего времени в формах 1-го лица единственного числа (-o, -i) и 1-го лица множественного числа (-in, -ẹn, -án, -ǫ́n).
- распространение таких форм глагола со значением «идти», как la: и zi:, ği: и т. д.

В центрально-восточных диалектах отмечается наличие фонологической оппозиции долгих и кратких гласных (за исключением горицианского диалекта); монофтонгизация дифтонгов (на месте исконных гласных ę, ǫ народной латыни) в закрытом слоге; распространение форм определённого артикля il / el, la / le, i, lis; распространение у имён существительных женского рода во множественном числе окончания -is и т. д. В центрально-восточном ареале выделяются инновациями регионы Удине и Чивидале, а также центрально-южные районы, в которых произошли такие изменения согласных, как k’ > t͡ʃ; g’ > d͡ʒ; t͡ʃ > s, t͡s; d͡ʒ > z, d͡z. В горицианском диалекте отмечаются многочисленные заимствования из немецкого и словенского языков.

Для западнофриульских диалектов характерно отсутствие противопоставления долгих и кратких гласных; дифтонгизация гласных ɛ, e > ej; ɔ, o > ou; распространение у имён существительных женского рода окончаний -a и -as и т. д. В западнофриульском ареале, испытавшем наиболее сильное влияние венетского языка, большим своеобразием по целому ряду специфических фонетических черт выделяется эртанский говор.

Наиболее архаичным среди фриульских является карнийский ареал, для него характерен переход гласных e > ej, o > ow в закрытом слоге; распространение окончания -a в именах женского рода единственного числа и окончания -as в именах женского рода множественного числа и т. д.
Существенные различия, отмечаемые в ряде случаев между теми или иными фриульскими диалектами, не мешают взаимопониманию носителей этих диалектов. В настоящее время ярко выраженные диалектные особенности в речи фриулов молодого поколения постепенно утрачиваются.

## Письменность
Письменность фриульского языка основана на латинице, графика и орфография близка итальянской. Единых норм письменности нет, используется несколько вариантов графики и орфографии. Одним из наиболее известных и распространённых вариантов является норма Фриульского филологического общества (последняя публикация норм вышла в 1993 году). Для фриульской графики и орфографии характерна также вариативность в плане возможности отражать на письме фонетические и грамматические признаки того или иного диалекта.

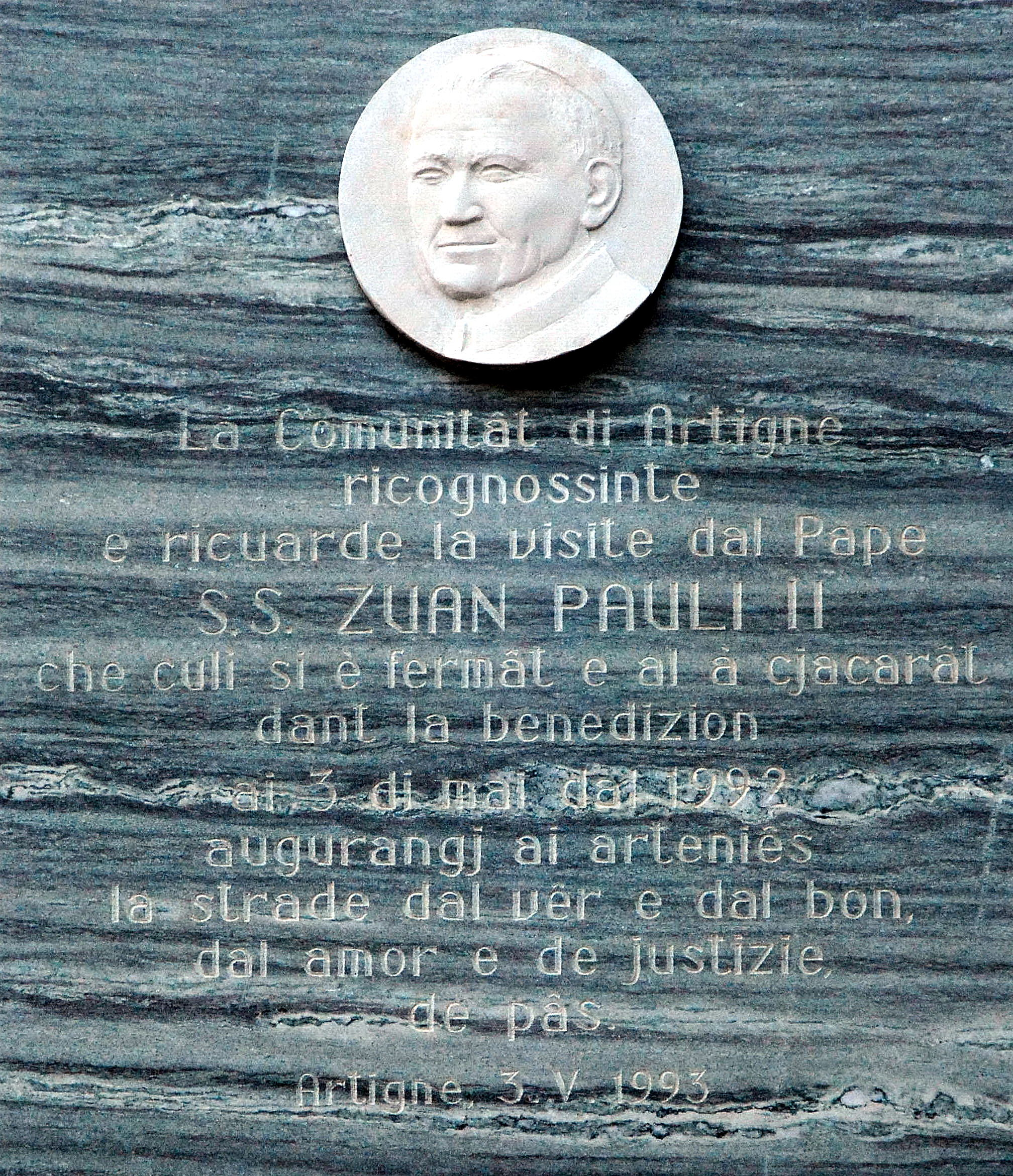
Мраморная табличка на фриульском в Артенье, посвящённая визиту Иоанна-Павла II в 1992 году

В 1996 году был принят вариант фриульского алфавита, который принят как официальный Региональным советом по фриульским культуре и языку:
| №  | Буква | Название         | Звучание (МФА) |
| -- | ----- | ---------------- | -------------- |
| 1  | A a   | a                | [ a ]          |
| 2  | B b   | bi               | [ b ]          |
| 3  | C c   | ci               | [ k ]          |
| 4  | Ç ç   | ci cu la cedilie | [ t͡ʃ ]         |
| 5  | D d   | di               | [ d ]          |
| 6  | E e   | e                | [ e ], [ ɛ ]   |
| 7  | F f   | efe              | [ f ]          |
| 8  | G g   | gji              | [ g ]          |
| 9  | H h   | ache             |                |
| 10 | I i   | i                | [ i ]          |
| 11 | J j   | i lunc           | [ j ]          |
| 12 | K k   | cape             | [ k ]          |
| 13 | L l   | ele              | [ l ]          |
| 14 | M m   | eme              | [ m ]          |
| 15 | N n   | ene              | [ n ]          |
| 16 | O o   | o                | [ ɔ ], [ o ]   |
| 17 | P p   | pi               | [ p ]          |
| 18 | Q q   | cu               |                |
| 19 | R r   | ere              | [ r ]          |
| 20 | S s   | esse             | [ s ]          |
| 21 | T t   | ti               | [ t ]          |
| 22 | U u   | u                | [ u ]          |
| 23 | V v   | vi               | [ v ]          |
| 24 | W w   | vi dopli         |                |
| 25 | X x   | iks              |                |
| 26 | Y y   | i grêc, ipsilon  |                |
| 27 | Z z   | zete             | [ d͡z ], [ d͡ʒ ] |

Буквы k, x, w, y, q встречаются только в заимствованиях и собственных именах. Во фриульском также используются диграфы cj (обозначает c), gj (обозначает ɟ), gn (обозначает ɲ), ss (обозначает звук s в интервокальном положении), ch и gh (обозначают звуки k и g перед гласными переднего ряда).
Для обозначения долготы гласных используется циркумфлекс: â, ê, î, ô, û. В научной литературе для той же цели может применяться макрон: ā, ē, ī, ō, ū. В обычных текстах долгота обозначается только в конечном слоге (lavôr «работа»), в остальных случаях циркумфлекс над долгим гласным не ставится (voli /ˈvoːli/ «глаз»). Случаи элизии гласного на письме обозначаются апострофом: l’arbul «(это) дерево», l'ûf «(это) яйцо». Апостроф также используется при написании клитик: ’e va «она идёт». В некоторых системах графики апостроф применяется для передачи на письме некоторых согласных.
Ударение обозначается знаком грависа, но только в случае, если оно падает на третий слог от конца: plàdine «салатница». Кроме того, гравис используется для различения омонимов: ju «их» — jù «вниз», da «из» — dà «даёт». В учебных текстах гравис ставится над гласными средне-нижнего подъёма (è — ɛ, ò — ɔ), а акут — над гласными средне-верхнего (é — e, ó — o).
Основные различия в графических системах фриульского языка связаны с обозначением согласных. Так, согласно орфографическим нормам Фриульского филологического общества, согласная фонема /k’/ передаётся знаками c’ и cj, /g’/ передаётся знаком gj, фонемы /t͡ʃ/ /t͡s/ одинаково передаются знаками z или zz, фонема /ʃ/ передаётся знаками s или ss.

## История
Периодизация истории фриульского языка не разработана. Существует лишь выделение исторических периодов в развитии социолингвистической ситуации Фриули, предложенное Дж. Франческато:
1. Дороманский период.
2. Период романизации (до II век н. э.).
3. Период германских завоеваний и образования Аквилейского патриархата (II век н. э. — 1420 год).
4. Период включения Фриули в сферу влияния венетского и итальянского языков и культуры (с 1420 года).

К дороманскому населению, ставшему этническим субстратом фриулов, относят кельтов-карниев и отчасти венетов. До них территорию Фриули населяли племена эвганеев, этническая принадлежность которых остаётся неясной. Венеты, носители языка, образующего отдельную ветвь индоевропейской семьи, заселили районы вокруг Фриули к X веку до н. э., частично вытеснив эвганеев с побережья Адриатики в Альпы, на самой же территории, относящейся к современному фриульскому ареалу, обнаружены лишь отдельные следы их пребывания. В V—III веках до н. э. докельтское население было ассимилировано в результате миграций племён карниев, или галло-карниев, вследствие чего сложились венетский и кельтский языковые ареалы, непосредственно предшествовавшие латыни. Реты, язык которых ранее ошибочно считали основным субстратом всех ретороманских языков, область Фриули никогда не населяли.
Процесс романизации венетов и кельтов начинается со II века до н. э. В 181 году до н. э. римляне основали колонию Аквилея, а в 58—56 годах — колонию Форум Юлии (Forum Iulii) — современный город Чивидале, от которой было образовано современное название исторической области Фриули. Аквилея стала центром распространения в регионе латинского языка и римской культуры, а позднее — христианства. Кельты очень быстро (предположительно, ко II веку н. э.) и полностью романизировались. Народная латынь, появившаяся при переселении римских колонистов, усваивалась венетами и карниями с сохранением некоторых черт венетского и кельтского языков, прежде всего лексических. При этом романизация проходила с разной степенью интенсивности — быстрее романизировались равнинные территории и районы вокруг римских муниципиев, горные районы долгое время оставались кельтскими.
Дальнейшая история Фриули связана с образованием на её территории варварских государств, способствовавших обособлению населения Фриули от остального романского населения северо-востока Италии и формированию фриульских этноса и языка.
Первое свидетельство о существовании во Фриули особых языковых черт относится к IV веку н. э.: Иероним Стридонский в труде «О замечательных мужах» упоминает, что Фортунатиан Аквилейский, епископ Аквилейский писал комментарии к Евангелиям на народном языке. Вероятно, аквилейская латынь к этому времени достаточно сильно расходилась по сравнению с другими диалектами народной латыни и с классической латынью, из-за чего требовалось комментировать религиозные тексты на «сельском языке» (sermone rustico).
Fortunatianus, natione Afer, Aquileiensis episcopus, imperante Constantio, in Evangelia, titulis ordinatis, brevi et rustico sermone scripsit commentarios // Епископ Аквилеи Фортунатиан, африканец по рождению, в царствование Констанция составил краткие комментарии к Евангелиям, разбитые на главы и написанные простым стилем.
В VI веке во Фриули вторгались вестготы, гунны, остготы, что сказалось на аквилейской латыни, хотя и незначительно. В частности, готская лексика представлена во фриульских средневековых документах: taponado, triuva, furnit, ione, inflodra, tirar. В результате вторжений варваров Аквилея была разрушена и на долгий период времени опустела, центром области в V веке стал город Форум Юлии, постепенно его название распространилось на всю область и его жителей.
В 568 году Фриули вместе с целым рядом других земель бывшей Римской империи было завоёвано лангобардами. В отличие от вторжений других варварских племён набег лангобардов был не военным, а переселенческим. Лангобарды стали аристократией, фриулы составляли подчинённое численно преобладающее население. В эпоху лангобардского королевства во Фриули селились беженцы из бывшей римской провинции Норик, особенно после того как в начале VII века Фриули опустошил набег аваров. В VII—IX веках в Юлийских Альпах и на равнине от Чивидале до Порденоне расселялись славяне из Карантании.
В отличие от других завоевателей лангобарды (за более чем 200 лет господства) оставило более ощутимые следы в речи жителей Фриули. До VIII века лангобарды сохраняли германский язык, затем перешли на местный романский диалект, официальным языком государства лангобардов была латынь. Поскольку Фриульский дукат (герцогство) был практически независимым государством, язык лангобардов оказал более сильное влияние на романский диалект Фриули, чем на романские диалекты других областей Северной Италии. В лексике появились такие лангобардские слова, как baleon, bariglar, varis, breys, brege, spirona, castalt. Влияние лангобардского на фонетику фриульского языка (утрата конечных гласных, удлинение корневых гласных и в современной романистике отрицается.

Фриульская марка в составе герцогства Великая Карантания (конец X века)

В 774 году королевство лангобардов было завоёвано франками и вошла в состав империи Карла Великого, на её территории была образована Фриульская марка (пограничное маркграфство).
В период франкского господства в романские диалекты Фриули вошли некоторые слова франкского происхождения (lurap «гроздь», «кисть», rincho «кружок», «кольцо», spana «пять», «мера длины»).
В X веке после опустошительных набегов венгров равнинную Фриули вновь стали заселять славянские колонисты, они оставили свой след только в местной топонимике, в целом не повлияв на романские диалекты Фриули, не считая некоторых восточных территорий, на которых славянское влияние в языке фриулов было значительно, а в некоторых местах словенцы сохранили свой язык до настоящего времени. Вероятнее всего в это время уже сформировались фриульское самосознание, равно как и основные особенности романских диалектов Фриули, иначе, по мнению Дж. Маркетти, трудно бы было объяснить, как местные фриульские диалекты смогли поглотить говоры славян, господствовавшие с X века на фриульской равнине, и противостоять затем в течение трёх веков немецкой экспансии.
В 952 году Фриули было отделено Оттоном I от Италии и присоединено к Баварии (в составе Священной Римской империи). По мнению Дж. Франческато и Ф. Салимбени, это отрезало фриульский от родственных идиомов Северной Италии, и именно с этого момента он стал развиваться независимо.
В 1077 году Фриули было подарено Генрихом IV епископу Аквилеи, принявшему титул патриарха, возникло теократическое государство-патриархат Фриульская Отчизна (Patria del Friûl), просуществовавшее до 1420 года. Продолжительное существование Фриули как отдельного государства, не связанного политически с другими областями Италии, оказали влияние на самосознание, культуру и язык местных жителей. Романские говоры употреблялись преимущественно крестьянским населением этого государства, его правящая элита в основном была германоязычной. В этот период во фриульский язык вошло большое число немецких лексических заимствований: gater (старонем. kataro) «решётка», «ограда», stanga (старонем. stanga) «жердь», «шест», busar (старонем. küssen) «целовать», briglo (старонем. brittil) «вожжа», cramar «бродячий торговец», licof / licouf (нем. Litcopf) «обед», «закуска», latte (нем. Latte) «жердь».

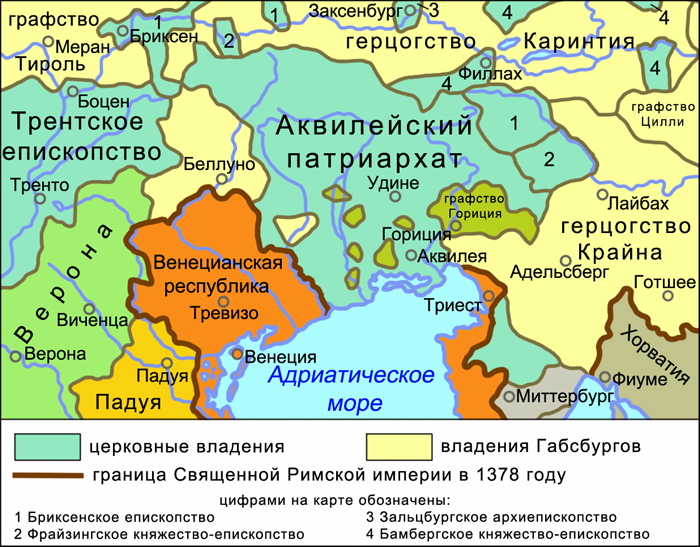
Аквилейский патриархат в границах 1378 года

Официальным языком государства аквилейских патриархов была латынь. Фриульский был бесписьменным языком бытового общения. Тем не менее, в латинских текстах появлялись слова фриульского происхождения, наиболее ранним письменным латиноязычным памятником, содержащим большое число фриульских имён собственных и топонимов, был фрагмент аквилейского капитулярного сборника постановлений 1150 года. К XIV веку число письменных памятников, содержащих фриульские фрагменты, или полностью написанные на фриульском, значительно возрастает. К ним относятся разного рода документы: отчёты, написанные казначеями Удине, Чивидале и Джемоны, дарственные грамоты, нотариальные акты и т. п. Фрагменты грамматики и руководство по упражнениям для изучения фриульского языка, которыми пользовались ученики школы нотариусов в Чивидале, позволяют судить о том, что фриульский в то время преподавался в некоторых учебных заведениях Фриули.
Во второй половине XIV века появляются также художественные произведения на фриульском языке, это две баллады, написанные в духе провансальской лирики: Piruç myo doç inculurit Антонио Поренцони и Biello dumnlo di valor Симона ди Виттура.
Период с IX по XIII века стал решающим в формировании фриульских языковых особенностей. К XVI веку сложился язык, сходный с современным фриульским языком в его центральной разновидности.
В процессе формирования фриульского языка на основе народной аквилейской латыни, длившегося на протяжении многих столетий, произошли такие фонетические изменения, как палатализация групп BJ, VJ, PJ, палатализация C перед A.
Длительный период развития романских диалектов Фриули характеризовался, как и во всех остальных романских языках, изменением его морфологического типа от синтетизма к аналитизму. Во фриульском были утрачены падежная система, кроме личных местоимений (во фриульском языке объектные местоимения стали дублировать выражение субъекта), утрачена категория среднего рода, сформировались сочетания предлогов с именами как средства выражения падежных значений, сформировались артикли, восходящие к латинским указательному местоимению ILLE «тот» и количественному числительному UNU «один». Чаще всего эти изменения были унаследованы фриульским уже от народной латыни.
Во фриульском языке сложились два способа образования формы множественного числа имён: одна с флексией -s — на основе латинского аккузатива, другая — с гласным показателем — на основе латинского номинатива. Как и в северноитальянских диалектах, во фриульских произошли такие изменения в системе глагола, как Формирование глагольной словоформы с обязательным безударным местоимением, служащим показателем лица и числа глагола; оформление специальными флексиями вопросительного спряжения глагола; образование сверхсложных прошедших времён, выражающих предшествование по отношению к любой форме прошедшего. Также во фриульском сложилась нестандартная форма кондиционала с четырьмя временами; система конъюктива расширилась за счёт сверхсложных форм — сверхсложного претерита и сверхсложного плюсквамперфекта; сформировался оптатив, выделяемый как самостоятельное наклонение; исчезли формы будущего времени, как и во всех остальных романских языках, заменённые перифразами модального характера и т. д. В синтаксических конструкциях подлежащее стало дублироваться, как и в северноитальянских диалектах, специальными местоимениями-клитиками.
Несмотря на сильное немецкое культурно-языковое влияние не прекращались языковые контакты и культурные связи Фриули с соседними северноитальянскими государствами, прежде всего с Венецианской республикой. С 1420 года венецианское влияние становится доминирующим после включения Фриули в состав Венецианской республики. Гориция со смешанным фриульско-словенско-немецким населением формально оставалась самостоятельной, зависимой от австрийцев (с 1566 года Гориция и её окрестности вошли в состав Австро-Венгрии).
Среди правящего класса и средних социальных слоёв Фриули распространился венецианский диалект венетского языка. На западе Фриули фриульские говоры вытесняются венетскими, появляются переходные венетско-фриульские зоны. Под влиянием венетского в ряде фриульских диалектных регионов произошли изменения в фонетике (появление фонем /θ/ и /ð/) и морфологии (образование множественного числа имён женского рода с помощью флексии -e), во фриульский проникает значительное количество венетских лексических заимствований. Фриульско-романские говоры продолжали своё функционирование в своего рода социальной изоляции исключительно как средство устного общения только сельского населения, кроме того изоляции фриульских говоров способствовали и природные условия, так как носители данных говоров жили в основном в горной местности — все эти причины способствовали усилению обособления фриульского идиома от остального романского ареала и формированию его своеобразной языковой структуры. В период венецианского господства стала активно развиваться фриульская литература не только на итальянском тосканском и венетском, но и на фриульском языке. На фриульском создавали литературные произведения Джироламо Бьянконе (XVI век), Эрмес ди Колорэдо, Паоло Фистуларио, Плутарко Спорено, Джироламо Миссио (XVII век).
До XVI века письменный язык фриулов использовался в частной и деловой переписке, в основе письменности фриулов лежали языковые особенности города Чивидали. Ко второй половине XVI века эта традиция угасла. После переноса столицы области Фриули в город Удине фриульская письменность стала ориентироваться на говор Удине. В середине XVI века появляется поэзия Дж. Бьянконе, Н. Морлупино, Дж. Сини. В начале XVII века на койне Удине с большим числом итальянизмов писали представители кружка версификаторов, среди них — Э. Стелла, Эрмес ди Коллоредо. образованная часть фриульцев стала использовать в письменности венецианский диалект венетского языка. Поэзия этой школы стала основой языка художественной литературы фриулов, имеющего относительно единые черты.
К XVIII веку, в период венецианского господства Удине перестал быть языковым центром фриулов, письменная традиция на диалекте Удине, архаизировавшаяся и отдалившаяся к тому времени от разговорного языка, стала угасать.
На территории Гориции австрийцы проводили политику германизации. Официальным языком в Гориции стал немецким язык, он стал языком горицианской аристократии. Отчасти проводилась и славянизации региона — в долину реки Изонцо австрийские власти стали переселять словенцев. В XVIII веке в Гориции возникает своя письменная традиция, Гориция становится одним из центров фриульской письменности. С начала XVIII века на горицианском и удинском письменных вариантах фриульского языка стали издавать литературные альманахи — стролики (фриул. strolic < ASTROLOGUS «астролог»).
В 1815 году Фриули вошло в состав Габсбургской монархии, а в 1866 году — в состав Королевства Италии, в связи с чем венетское влияние на фриульский язык сменилось итальянским. С этого времени началось постепенное распространение во Фриули фриульско-итальянского двуязычия.
В XIX веке, во многом, благодаря деятельности П. Цорутти и К. Перкото формируется письменная норма фриульского литературного языка (койне, или центральное койне).
В XIX веке при сохранении неизменными фонетических и морфологических признаков произошли изменения в синтаксисе. В частности, стало обязательным употребление субъектных клитик при глагольных формах.
После Первой мировой войны в состав Италии вошла Гориция.
Стремление к политической и культурной интеграции с Италией, особенно активно проявившееся у фриулов в XIX веке, сменилось в XX веке к стремлению сохранить фриульские язык и культуру, которые стали уступать позиции общеитальянским языку и культуре.
В 1919 году было основано Фриульское филологическое общество, которое поставило своей целью сохранение и развитие фриульского языка, а также изучение фриульского языка и литературы. Его возглавил Уго Пеллис. С обществом были тесно связаны такие литераторы, как Витторио Кадель, Энрико Фрук, Биндо Киурло, Эрколе Карлетти, Джованни Лоренцони. Общество в 1930-х годах стало издавать журнал «Ce fastu?» («Что делать?»).
В 1946—1947 годах во Фриули развернулось активное движение за создание автономии. Его лидером стал Джанфранко Д’Аронко, печатным изданием автономистов стал фриульский журнал «La patria del Friul» («Фриульское отечество»). С 1948 года Филологическое общество стало издавать ещё один журнал «Sot la nape» («Под дымоходом»). В настоящее время главное политическое печатное издание фриулов — журнал «Int Furlane» («Фриульский народ»). Общество проводит курсы фриульского языка для преподавателей начальных школ, добилось введения фриульского языка в качестве факультатива. Развитие фриульского языка и культуры также поддерживала Малая академия фриульского языка, созданная в 1945 году. Академию возглавил П. П. Пазолини, её членами были Доменико Нальдини, Тонути Спаньол, Чезаре Бортотто, Риккардо Кастеллани. П. П. Пазолини противопоставил архаическому языку Цорутти новую поэзию на родном западнофриульском говоре (после Второй мировой войны фриульские литераторы всё чаще стали создавать произведения на родных говорах, а не на койне). Кроме того, развитию фриульских языка и культуры, способствовало общество «Risultive», созданное в 1949 году, авторы, чьи книги были изданы этим обществом: Алан Брузини, Новелла Кантарутти, Лело Кьянтон, Джузеппе Маркетти, Риедо Пуппо, Мени Учел, Дино Вирджили.
Центральное койне фриульского языка было кодифицировано Дж. Маркетти в книге «Основы фриульской грамматики» в 1952 году, оно же используется в средствах массовой информации и в обучении. В конце 1980-х годов кодификация фриульского языка была разработана Ксавьером Ламуэлой.

### Историческая фонетика
Конечные народнолатинские гласные за исключением -a, которое перешло в -e, во фриульском отпали. Это явление засвидетельствовано уже в цензовом списке аквилейского капитула, который датируется 1201 годом, но является копией более раннего оригинала. Если после отпадения гласных на конце слова оказывалось сочетание взрывного с плавным, то после него наращивался гласный -i: нар. лат. matre «мать» > *madr > mari, нар. лат. fabre «кузнец» > *fabr > favri.
В ударном слоге фриульский сохранил латинский дифтонг au, который в большинстве романских языков монофтонгизировался: лат. aurum «золото» > aur (итал. oro), лат. taurus «бык» > taur (итал. toro), лат. tesaurus «сокровище» > tesaur (итал. tesoro), лат. laudare «хвалить» > laudâ (итал. lodare).
Народнолатинские гласные средне-верхнего подъёма ɛ < ĕ и ɔ < ŏ дифтонгизировались, причём как в открытом, так и в закрытом слоге: лат. medicus «врач» > miedi, лат. petra «камень» > piere, лат. septem «семь» > siet, лат. rota «колесо» > ruede, лат. schola школа > scuele, нар. лат. ossus (класс. os) «кость» > vues. Перед последующим n или r второй компонент дифтонга впоследствии изменился: лат. pons «мост» > *puent > puint, лат. bona «хорошая» > *buene > buine, лат. porta «дверь» > *puerte > puarte, лат. perdere «терять» > *pierdi > piardi (только в центрально-восточном диалекте).
Перед a согласные k и g смягчились: лат. canis > cjan «собака», лат. casa «хижина» > cjase «дом», лат. furca > forcje «вилы», лат. gallus > gjal «петух», лат. musca > moscje «муха»). Часто это фонетическое изменение сопоставляют с палатализацией велярных перед a во французском, однако эти два явления не связаны, поскольку французская палатализация произошла уже в V веке, а фриульская началась не раньше конца X века.
Одинарные согласные в интервокальном положении озвончились, в ряде случаев с последующим выпадением: лат. nepos «внук, племянник» > nevôt, нар. лат. precare «просить» > preâ, лат. strata «мощёная улица» > strade «дорога».
Фонологизация нового противопоставления гласных по долготе (имевшегося в классической латыни, но утраченного в народной) во фриульском вызвано следующими явлениями: 1) заменительным удлинением в результате оглушения конечных согласных: лат. caput «голова» > *cjav > cjâf, лат. prātum «луг» > *prad > prât; 2) упрощением геминат: лат. cārus «дорогой» > cjâr, но лат. carrus «телега» > cjar, лат. mel «мёд» > mîl, но лат. mīlle «тысяча» > mil; 3) монофтонгизацией дифтонгов ei и ou: лат. nix (в. п. nivem) «снег» > *neif > nêf, лат. nepōs (в.п. nepōtem) «внук, племянник» > nevout > nevôt, лат. digitus «палец» > *deit > dêt, лат. pōpulus «тополь» > *poul > pôl.

## Лингвистическая характеристика

### Фонетика и фонология

#### Гласные
Фонемный состав системы вокализма фриульского языка различается по говорам, максимальное число выделяемых фонем, составляющих пары долгих и кратких гласных, — четырнадцать.
Система гласных ударного слога:
| Подъём  | Подъём   | Ряд      | Ряд     | Ряд    |
| Подъём  | Подъём   | Передний | Средний | Задний |
| ------- | -------- | -------- | ------- | ------ |
| Верхний | Верхний  | ɪ iː     |         | ʊ uː   |
| Средний | Закрытые | e eː     |         | o oː   |
| Средний | Открытые | ɛ ɛː     |         | ɔ ɔː   |
| Нижний  | Нижний   |          | a aː    |        |

В безударном слоге нейтрализуется оппозиция по долготе — краткости, а также закрытости — открытости (у гласных среднего ряда), различается всего пять фонем: /i/, /e/, /a/, /o/, /u/.
Противопоставление гласных средне-нижнего и средне-верхнего подъёмов не отражается на письме, однако является смыслоразличительным: fiere /ˈfjɛre/ «ярмарка» — fiere /ˈfjere/ «горячка, жар», veris /ˈvɛris/ «обручальные кольца» — veris /ˈveris/ «стёкла», mês /mɛːs/ «мои» — mês /meːs/ «месяц»; dôs /dɔːs/ «две» — dôs /doːs/ «дож».
Отличием фриульского языка по составу гласных от соседних венетских и большинства ладинских диалектов является противопоставление гласных по долготе / краткости: /mil/ «тысяча» — /miːl/ «мёд»; /lat/ «молоко» — /laːt/ причастие от глагола /laː/ «идти»; /mut/ «немой» — /muːt/ «способ». Долгие и краткие гласные не противопоставляются в периферийных говорах на востоке и западе фриульского языкового ареала.

#### Согласные
Как в системе гласных, в системе консонантизма фриульского языка отсутствует единство — фонемный состав согласных имеет свои отличия в тех или иных фриульских говорах. В общем виде, включающем все возможные фонемы, фриульская система консонантизма представлена следующими согласными (слева приведены глухие согласные, справа — звонкие):
| по способу образования | по способу образования | по месту образования | по месту образования | по месту образования | по месту образования | по месту образования | по месту образования | по месту образования |
| по способу образования | по способу образования | губные               | губные               | переднеязычные       | переднеязычные       | переднеязычные       | средне- язычные      | задне- язычные       |
| по способу образования | по способу образования | губно- губные        | губно- зубные        | зубные               | альвеол.             | пост- альвеол.       | средне- язычные      | задне- язычные       |
| ---------------------- | ---------------------- | -------------------- | -------------------- | -------------------- | -------------------- | -------------------- | -------------------- | -------------------- |
| шумные                 | взрывные               | p b                  |                      | t d                  |                      |                      | c ɟ                  | k g                  |
| шумные                 | аффрикаты              |                      |                      | t͡s d͡z                | t͡ʃ d͡ʒ                |                      |                      |                      |
| шумные                 | фрикативные            |                      | f v                  |                      | s z                  | ʃ ʒ                  |                      |                      |
| сонорные               | носовые                | m                    |                      |                      | n                    |                      | ɲ                    |                      |
| сонорные               | боковые                |                      |                      |                      | l                    |                      |                      |                      |
| сонорные               | дрожащие               |                      |                      |                      | r                    |                      |                      |                      |
| сонорные               | скользящие             | w                    |                      |                      |                      | j                    |                      |                      |

Согласные /c/ и /ɟ/ (cj и gj в орфографии), традиционно рассматриваемые как палатальные, Б. П. Нарумов и Н. Л. Сухачёв считают превелярными или постпалатальными. В западной и южной частях фриульского ареала, а также в речи жителей городов Фриулии, на месте /c/ и /ɟ/ отмечают согласные /t͡ʃ/ и /d͡ʒ/. Сложным представляется определение фонематического статуса согласной /t͡s/, которая рассматривается как бифонемное сочетание в формах множественного числа имён на /-t/ и /-t͡ʃ/ и в то же время интерпретируется как одна фонема в латинизмах, итальянизмах, а также в заимствованиях из других языков.
На конце слова звонкие согласные оглушаются: vuarp «слепой» — vuarbe «слепая», frêt «холодный» — frêde «холодная», gnûf «новый» — gnove «новая».

#### Просодия
Ударение во фриульском языке является силовым. Чаще всего фиксируется на первом или втором слоге от конца слова (/lidˈriːs/ «корень», /ˈstɛle/ «звезда»). Реже может падать на третий слог от конца слова (/ʧerˈnikule/ «черника»). Для глагольных форм с энклитическими местоимениями характерно ударение, падающее на третий или даже на четвёртый слог от конца слова (/ˈkrɔdimi/ «поверь мне», /ˈpwartiural/ «отнеси его им»).

### Морфология

#### Имя существительное
Имя существительное имеет формы рода и числа. Существительные мужского рода заканчиваются на -i, заимствования из венецианского и итальянского также на -o: vôli «глаз»; tréno «поезд». Существительные, оканчивающиеся на -e (в общефриульском койне) или на -a, -o (в диалектах), почти всегда женского рода: róse «цветок», massàrie «служанка». Существительные с исходом на согласный могут быть как мужского, так и женского рода.
Формы множественного числа образуются сигматическим (добавлением форманта -s) либо асигматическим способом. Образование сигматического множественного числа может сопровождаться чередованиями (cjàse «дом» — cjàsis «дома», fuée «лист» — fuéis «листья») либо обходиться без них (fràdi «брат» — fràdis «братья»). При асигматическом способе основным путём выражения множественного числа становится чередование согласных: an «год» — agn «годы», vôli «глаз» — vói «глаза», dint «зуб» — dincj «зубы», nâs (/naːs/) «нос» — nâs (/naːʃ/) «носы».
Различия в образовании множественного числа в зависимости от основ существительных единственного числа:
| Род     | Число                                       | Число                                    |
| Род     | Единственное                                | Множественное                            |
| ------- | ------------------------------------------- | ---------------------------------------- |
| Мужской | il rap il pes il cjaval il dint il probleme | i raps i pes i cjavai i dincj i probemis |
| Женский | la lune la piel                             | lis lunis lis piels                      |

#### Имя прилагательное
Прилагательные мужского рода аналогично существительным могут заканчиваться на согласный или -i (заимствованные также на -o). Форма женского рода образуются от формы мужского рода, что часто сопровождается чередованием гласных и согласных в основе: gnûf «новый» — gnòve «новая», vîf «живой» — vìve «живая». Прилагательные на -âl не различают родовых форм в единственном числе.
Прилагательное согласовывается с существительным по роду и числу. Степени сравнения образуются аналитически, при помощи наречий plui «более» и mancul «менее». Из синтетических форм степени сравнения сохранилась только miôr «лучше».

#### Числительное
Фриульские числительные:
|      | Количественные           | Порядковые |
| ---- | ------------------------ | ---------- |
| 1    | un (м. р.), une (ж. р.)  | prin       |
| 2    | dói (м. р.), dos (ж. р.) | secònt     |
| 3    | tré                      | tiàrz      |
| 4    | quàtri                   | tièrz      |
| 5    | cinc                     | quint      |
| 6    | sîs                      | sèst       |
| 7    | sièt                     | sètim      |
| 8    | vòt                      | otâf       |
| 9    | nûf                      |            |
| 10   | dîs                      |            |
| 11   | ùndis                    |            |
| 12   | dòdis                    |            |
| 13   | trèdis                   |            |
| 20   | vincj                    |            |
| 21   | vincjeùn                 |            |
| 30   | trènte                   |            |
| 40   | corànte, quarànte        |            |
| 50   | cinquànte                |            |
| 60   | sessànte                 |            |
| 70   | setànte                  |            |
| 80   | otànte                   |            |
| 90   | nonànte                  |            |
| 100  | cènt                     |            |
| 200  | dusìnte                  |            |
| 300  | tresìnte                 |            |
| 400  | quatricènt               |            |
| 500  | cincènt                  |            |
| 1000 | mil                      |            |
| 2000 | dói mil                  |            |

Порядковые числительные после восьми заимствованы из итальянского.

#### Местоимение
Склонение личных местоимений:
| Лицо     | Лицо        | Субъектные формы | Объектные формы |
| -------- | ----------- | ---------------- | --------------- |
| 1-е лицо | 1-е лицо    | jo               | me              |
| 2-е лицо | 2-е лицо    | tu               | te              |
| 3-е лицо | мужской род | lui              | lui             |
| 3-е лицо | женский род | jê               | jê              |
| 1-е лицо | 1-е лицо    | noaltris / nô    | noaltris / nô   |
| 2-е лицо | 2-е лицо    | vualtris         | vualtris        |
| 3-е лицо | мужской род | lôr              | lôr             |
| 3-е лицо | женский род | se               | se              |

После предлога a местоимения 1-го и 2-го лица единственного числа употребляются в форме mi и ti. При вежливом обращении к собеседнику используется местоимение Vô «вы», в более официальном стиле для этого используются местоимения третьего лица.
Формы притяжательных местоимений:
| Лицо и число обладателя | мужской род    | мужской род | женский род | женский род |
| Лицо и число обладателя | ед. ч.         | мн. ч.      | ед. ч.      | мн. ч.      |
| ----------------------- | -------------- | ----------- | ----------- | ----------- |
| 1-е лицо ед. числа      | gnó / miò / me | mê          | miéi / méi  | mês         |
| 2-е лицо ед. числа      | tó             | tô          | tiéi / tói  | tôs         |
| 3-е лицо ед. числа      | 'só            | sô          | siéi        | sôs         |
| 1-е лицо мн. числа      | néstri         | néstre      | néstris     | néstris     |
| 2-е лицо мн. числа      | vuéstri        | vuéstre     | vuéstris    | vuéstris    |
| 3-е лицо мн. числа      | lôr            | lôr         | lôr         | lôr         |

#### Глагол
У глагола выделяют категории наклонения, времени, лица, числа, залога и рода (в третьем лице единственного числа и в причастиях).
Наклонений насчитывается шесть: изъявительное, повелительное, конъюнктив, кондиционал, оптатив и юссив (наличие последних двух оспаривается).
В изъявительном наклонении выделяют семь времён: настоящее, имперфект, простой перфект, сложный перфект, плюсквамперфект, будущее простое, а также будущее сложное. Кроме того, во фриульском могут образовываться так называемые сверхсложные глагольные формы со вспомогательным глаголом vê «иметь».
Во фриульском имеются инвертированные глагольные формы, в которых субъектная клитика стоит после глагола. Их основной функцией является вопросительная, но они могут также употребляться в оптативном, уступительном и условном значениях.
Глаголы делятся на четыре основных спряжения: I-е (с инфинитивом на -â), II-е (с инфинитивом на -ê), III-е (с инфинитивом на безударное -i) и IV-е (с инфинитивом на ударное -î).
Спряжение глаголов fevelâ «говорить», savê «знать» и sintî «чувствовать» в настоящем времени:
| Лицо и число               | fevelâ «говорить»    | fevelâ «говорить»    | savê «знать»         | savê «знать»         | sintî «чувствовать»  | sintî «чувствовать»  |
| Лицо и число               | утвердительная форма | вопросительная форма | утвердительная форма | вопросительная форма | утвердительная форма | вопросительная форма |
| -------------------------- | -------------------- | -------------------- | -------------------- | -------------------- | -------------------- | -------------------- |
| 1-е лицо ед. числа         | 'o fevèli            | fevèlio              | 'o sai               | sàjo                 | 'o sint              | sìntio               |
| 2-е лицо ед. числа         | tu fevèlis           | fevèlistu            | tu sâs               | sàstu                | tu sìntis            | sìntistu             |
| 3-е лицо ед. числа (м. р.) | al fevèle            | fevèlial             | al sa                | sàjal                | al sint              | sìntial              |
| 3-е лицо ед. числа (ж. р.) | 'e fevèle            | fevèlie              | 'e sa                | sàje                 | 'e sint              | sìntie               |
| 1-е лицо мн. числа         | 'o fevelìn           | fevelìno             | 'o savìn             | savìno               | 'o sintìn            | sintìno              |
| 2-е лицо мн. числа         | 'o fevelàis          | fevelàiso            | 'o savéis            | savéiso              | 'o sintìs            | sintìso              |
| 3-е лицо мн. числа         | a' fevèlin           | fevèlino             | a' san               | sàno                 | a' sìntin            | sìntino              |

Спряжение глаголов cjoli «брать», jessi «быть» и vê «иметь» в настоящем времени:
| Лицо и число               | cjoli «брать»        | cjoli «брать»        | jessi «быть»         | jessi «быть»         | vê «иметь»           | vê «иметь»           |
| Лицо и число               | утвердительная форма | вопросительная форма | утвердительная форма | вопросительная форма | утвердительная форма | вопросительная форма |
| -------------------------- | -------------------- | -------------------- | -------------------- | -------------------- | -------------------- | -------------------- |
| 1-е лицо ед. числа         | 'o cjol              | cjólio               | 'o soi               | sójo                 | 'o ài                | àjo                  |
| 2-е лицо ед. числа         | tu cjólis            | cjólistu             | tu sês               | sèstu                | tu às                | àstu                 |
| 3-е лицо ед. числа (м. р.) | al cjól              | cjólial              | al é                 | ésal                 | al à                 | àjal                 |
| 3-е лицо ед. числа (ж. р.) | 'e cjól              | cjólie               | 'e je                | ése                  | 'e à                 | àje                  |
| 1-е лицо мн. числа         | 'o cjolìn            | cjolìno              | 'o sin               | sino                 | 'o vin               | vìno                 |
| 2-е лицо мн. числа         | 'o cjoléis           | cjoléiso             | 'o séis              | séiso                | 'o véis              | véiso                |
| 3-е лицо мн. числа         | a' cjólin            | cjòlino              | a' son               | sóno                 | a' an                | àno                  |

Спряжение глаголов fevelâ, savê и sintî в имперфекте:
| Лицо и число               | fevelâ               | fevelâ               | savê                 | savê                 | sintî                | sintî                |
| Лицо и число               | утвердительная форма | вопросительная форма | утвердительная форма | вопросительная форма | утвердительная форма | вопросительная форма |
| -------------------------- | -------------------- | -------------------- | -------------------- | -------------------- | -------------------- | -------------------- |
| 1-е лицо ед. числа         | 'o fevelàvi          | fevelàvio            | 'o savèvi            | savèvio              | 'o sintìvi           | sintìvo              |
| 2-е лицо ед. числа         | tu fevelàvis         | fevelàvistu          | tu savèvis           | savèvistu            | tu sintìvis          | sintìvistu           |
| 3-е лицо ед. числа (м. р.) | al fevelàve          | fevelàvial           | al savève            | savèvial             | al sintìve           | sintìvial            |
| 3-е лицо ед. числа (ж. р.) | 'e fevelàve          | fevelàvie            | 'e savève            | savèvie              | 'e sintìve           | sintìvie             |
| 1-е лицо мн. числа         | 'o fevelàvin         | fevelàvino           | 'o savèvin           | savèvino             | 'o sintìvin          | sintìvino            |
| 2-е лицо мн. числа         | 'o fevelàvis         | fevelelàviso         | 'o savèvis           | savèviso             | 'o sintìvis          | sintìviso            |
| 3-е лицо мн. числа         | a' fevelàvin         | fevelàvino           | a' savèvin           | savèvino             | a' sintìvin          | sintìvino            |

Спряжение глаголов cjoli, jessi и vê в имперфекте:
| Лицо и число               | cjoli                | cjoli                | jessi                | jessi                | vê                   | vê                   |
| Лицо и число               | утвердительная форма | вопросительная форма | утвердительная форма | вопросительная форма | утвердительная форма | вопросительная форма |
| -------------------------- | -------------------- | -------------------- | -------------------- | -------------------- | -------------------- | -------------------- |
| 1-е лицо ед. числа         | 'o cjolèvi           | cjolèvio             | 'o jèri              | jèrio                | 'o vèvi              | vèvio                |
| 2-е лицо ед. числа         | tu cjolèvis          | cjolèvistu           | tu jèris             | jèristu              | tu vèvis             | vèvistu              |
| 3-е лицо ед. числа (м. р.) | al cjolève           | cjolèvial            | al jère              | jèrial               | al vève              | vèvial               |
| 3-е лицо ед. числа (ж. р.) | 'e cjolève           | cjolèvie             | 'e jère              | jèrie                | 'e vève              | vèvie                |
| 1-е лицо мн. числа         | 'o cjolèvin          | cjolèvino            | 'o jèrin             | jèrino               | 'o vèvin             | vèvino               |
| 2-е лицо мн. числа         | 'o cjolèvis          | cjolèviso            | 'o jèris             | jèriso               | 'o vèvis             | vèviso               |
| 3-е лицо мн. числа         | a' cjolèvin          | cjolèvino            | a' jèrin             | jèrino               | a' vèvin             | vèvino               |

Спряжение глаголов fevelâ, savê и sintî в простом прошедшем времени:
| Лицо и число               | fevelâ               | fevelâ               | savê                 | sintî                |
| Лицо и число               | утвердительная форма | вопросительная форма | утвердительная форма | утвердительная форма |
| -------------------------- | -------------------- | -------------------- | -------------------- | -------------------- |
| 1-е лицо ед. числа         | 'o fevelài           |                      | 'o savéi             | 'o sintìi            |
| 2-е лицо ед. числа         | tu fevelàris         | fevelàristu          | tu savéris           | tu sintìris          |
| 3-е лицо ед. числа (м. р.) | al fevelà            |                      | al savé              | al sintì             |
| 3-е лицо ед. числа (ж. р.) | 'e fevelà            |                      | 'e savé              | 'e sintì             |
| 1-е лицо мн. числа         | 'o fevelàrin         | fevelàrino           | 'o savérin           | 'o sintìrin          |
| 2-е лицо мн. числа         | 'o fevelàris         | fevelàriso           | 'o savéris           | 'o sintìris          |
| 3-е лицо мн. числа         | a' fevelàrin         | fevelàrino           | a' savérin           | a' sintìrin          |

Глаголы II—IV спряжений не образуют особой вопросительной формы в простом прошедшем времени.
Спряжение глаголов cjoli, jessi и vê в простом прошедшем времени:
| Лицо и число               | cjoli                | jessi                | jessi                | vê                   | vê                   |
| Лицо и число               | утвердительная форма | утвердительная форма | вопросительная форма | утвердительная форма | вопросительная форма |
| -------------------------- | -------------------- | -------------------- | -------------------- | -------------------- | -------------------- |
| 1-е лицо ед. числа         | 'o cjoléi            | 'o foi               |                      | 'o véi               |                      |
| 2-е лицо ед. числа         | tu cjoléris          | tu fóris             | fóristu              | tu véris             | véristu              |
| 3-е лицо ед. числа (м. р.) | al cjolé             | al fó                | fórial               | al vé                |                      |
| 3-е лицо ед. числа (ж. р.) | 'e cjolé             | 'e fó                | fórie                | 'e vé                |                      |
| 1-е лицо мн. числа         | 'o cjolérin          | 'o fórin             | fórino               | 'o vérin             | vérino               |
| 2-е лицо мн. числа         | 'o cjoléris          | 'o fóris             | fóriso               | 'o véris             | vériso               |
| 3-е лицо мн. числа         | a' cjolérin          | a' fórin             | fórino               | a' vérin             | vérino               |

Спряжение глаголов fevelâ, savê и sintî в простом будущем времени:
| Лицо и число               | fevelâ               | fevelâ               | savê                 | savê                 | sintî                | sintî                |
| Лицо и число               | утвердительная форма | вопросительная форма | утвердительная форма | вопросительная форма | утвердительная форма | вопросительная форма |
| -------------------------- | -------------------- | -------------------- | -------------------- | -------------------- | -------------------- | -------------------- |
| 1-е лицо ед. числа         | 'o fevelarài         | fevelaràjo           | 'o savarài           | savaràjo             | 'o sintarài          | sintaràjo            |
| 2-е лицо ед. числа         | tu fevelarâs         | fevelaràstu          | tu savarâs           | savaràstu            | tu sintarâs          | sintaràstu           |
| 3-е лицо ед. числа (м. р.) | al fevelarà          | fevelaràjal          | al savarà            | savaràjal            | al sintarà           | sìntaràjal           |
| 3-е лицо ед. числа (ж. р.) | 'e fevelarà          | fevelaràje           | 'e savarà            | savaràje             | 'e sintarà           | sintaràje            |
| 1-е лицо мн. числа         | 'o fevelarìn         | fevelarìno           | 'o savarìn           | savarìno             | 'o sintarìn          | sintarìno            |
| 2-е лицо мн. числа         | 'o fevelaréis        | fevelaréiso          | 'o savaréis          | savaréiso            | 'o sintaréis         | sintaréiso           |
| 3-е лицо мн. числа         | a' fevelaràn         | fevelaràno           | a' savaràn           | savaràno             | a' sintaràn          | sintaràno            |

Спряжение глаголов cjoli, jessi и vê в простом будущем времени:
| Лицо и число               | cjoli                | cjoli                | jessi                | jessi                | vê                   | vê                   |
| Лицо и число               | утвердительная форма | вопросительная форма | утвердительная форма | вопросительная форма | утвердительная форма | вопросительная форма |
| -------------------------- | -------------------- | -------------------- | -------------------- | -------------------- | -------------------- | -------------------- |
| 1-е лицо ед. числа         | 'o cjolarài          | cjolaràjo            | 'o sarài             | saràjo               | 'o varài             | varàjo               |
| 2-е лицо ед. числа         | tu cjolarâs          | cjolaràstu           | tu sarâs             | saràstu              | tu varâs             | varàstu              |
| 3-е лицо ед. числа (м. р.) | al cjolarà           | cjolaràjal           | al sarà              | saràjal              | al varà              | varàjal              |
| 3-е лицо ед. числа (ж. р.) | 'e cjolarà           | cjolaràje            | 'e sarà              | saràje               | 'e varà              | varàje               |
| 1-е лицо мн. числа         | 'o cjolarìn          | cjolarìno            | 'o sarìn             | sarìno               | 'o varìn             | varìno               |
| 2-е лицо мн. числа         | 'o cjolaréis         | cjolaréiso           | 'o saréis            | saréiso              | 'o varéis            | varéiso              |
| 3-е лицо мн. числа         | a' cjolaràn          | cjolaràno            | a' saràn             | saràno               | a' varàn             | varàno               |

В конъюнктиве различаются формы настоящего времени, имперфекта, перфекта, плюсквамперфекта, а также сверхсложных перфекта и плюсквамперфекта.
Спряжение глаголов в настоящем времени конъюнктива:
| Лицо и число               | fevelâ         | savê         | sintî         | cjoli         | jessi       | vê           |
| -------------------------- | -------------- | ------------ | ------------- | ------------- | ----------- | ------------ |
| 1-е лицо ед. числа         | ch'o fevèli    | ch'o sépi    | ch'o sìnti    | ch'o cjoli    | ch'o séi    | ch'o vébi    |
| 2-е лицо ед. числа         | che tu fevèlis | che tu sépis | che tu sìntis | che tu cjólis | che tu séis | che tu vébis |
| 3-е лицо ед. числа (м. р.) | ch'al fevèli   | ch'al sépi   | ch'al sìnti   | ch'al cjóli   | ch'al séi   | ch'al vébi   |
| 3-е лицо ед. числа (ж. р.) | ch'e fevèli    | ch'e sépi    | ch'e sìnti    | ch'e cjóli    | ch'e séi    | ch'e vébi    |
| 1-е лицо мн. числа         | ch'o fevelìn   | ch'o savìn   | ch'o sintìn   | ch'o cjolìn   | ch'o séin   | ch'o vébin   |
| 2-е лицо мн. числа         | ch'o fevelàis  | ch'o savéis  | ch'o sintîs   | ch'o cjólis   | ch'o séis   | ch'o vébis   |
| 3-е лицо мн. числа         | ch'a fevèlin   | ch'a sépin   | ch'a sìntin   | ch'a cjólin   | ch'a séin   | ch'a vébin   |

Спряжение глаголов в настоящем времени оптатива:
| Лицо и число               | fevelâ       | savê       | sintî       | cjoli       | jessi    | vê       |
| -------------------------- | ------------ | ---------- | ----------- | ----------- | -------- | -------- |
| 1-е лицо ед. числа         | fevalàssio   | savéssio   | sintìssio   | cjoléssio   | fóssio   | véssio   |
| 2-е лицо ед. числа         | fevalàssistu | savéssistu | sintìssistu | cjoléssistu | fóssistu | véssistu |
| 3-е лицо ед. числа (м. р.) | fevalàssial  | savéssial  | sintìssial  | cjoléssial  | fóssial  | véssial  |
| 3-е лицо ед. числа (ж. р.) | fevalàssie   | savéssie   | sintìssie   | cjoléssie   | fóssie   | véssie   |
| 1-е лицо мн. числа         | fevalàssino  | savéssino  | sintìssino  | cjoléssino  | fóssino  | véssino  |
| 2-е лицо мн. числа         | fevalàssiso  | savéssiso  | sintìssiso  | cjoléssiso  | fóssiso  | véssiso  |
| 3-е лицо мн. числа         | fevalàssino  | savéssino  | sintìssino  | cjoléssino  | fóssino  | véssino  |

Спряжение глаголов fevelâ, savê и sintî в настоящем времени кондиционала:
| Лицо и число               | fevelâ               | fevelâ               | savê                 | savê                 | sintî                | sintî                |
| Лицо и число               | утвердительная форма | вопросительная форма | утвердительная форма | вопросительная форма | утвердительная форма | вопросительная форма |
| -------------------------- | -------------------- | -------------------- | -------------------- | -------------------- | -------------------- | -------------------- |
| 1-е лицо ед. числа         | 'o fevelarés         | fevelaréssio         | 'o savarés           | savaréssio           | 'o sintarés          | sintaréssio          |
| 2-е лицо ед. числа         | tu fevelaréssis      | fevelaréssistu       | tu savaréssis        | savaréssistu         | tu sintaréssis       | sintaréssistu        |
| 3-е лицо ед. числа (м. р.) | al fevelarés         | fevelarésial         | al savarés           | savaréssial          | al sintarés          | sintaréssial         |
| 3-е лицо ед. числа (ж. р.) | 'e fevelarés         | fevelarésie          | 'e savarés           | savaréssie           | 'e sintarés          | sintaréssie          |
| 1-е лицо мн. числа         | 'o fevelaréssin      | fevelaréssino        | 'o savaréssin        | savaréssino          | 'o sintaréssin       | sintaréssino         |
| 2-е лицо мн. числа         | 'o fevelaréssis      | fevelaréssiso        | 'o savaréssis        | savaréssiso          | 'o sintaréssis       | sintaréssiso         |
| 3-е лицо мн. числа         | a' fevelaréssin      | fevelaréssino        | a' savaréssin        | savaréssino          | a' sintaréssin       | sintaréssino         |

Спряжение глаголов cjoli, jessi и vê в настоящем времени кондиционала:
| Лицо и число               | fevelâ               | fevelâ               | savê                 | savê                 | sintî                | sintî                |
| Лицо и число               | утвердительная форма | вопросительная форма | утвердительная форма | вопросительная форма | утвердительная форма | вопросительная форма |
| -------------------------- | -------------------- | -------------------- | -------------------- | -------------------- | -------------------- | -------------------- |
| 1-е лицо ед. числа         | 'o cjolarés          | cjolaréssio          | 'o sarés             | saréssio             | 'o varés             | varéssio             |
| 2-е лицо ед. числа         | tu cjolaréssis       | cjolaréssistu        | tu saréssis          | saréssistu           | tu varéssis          | varéssistu           |
| 3-е лицо ед. числа (м. р.) | al cjolarés          | cjolarésial          | al sarés             | saréssial            | al varés             | varéssial            |
| 3-е лицо ед. числа (ж. р.) | 'e cjolarés          | cjolarésie           | 'e sarés             | saréssie             | 'e varés             | varéssie             |
| 1-е лицо мн. числа         | 'o cjolaréssin       | cjolaréssino         | 'o saréssin          | saréssino            | 'o varéssin          | varéssino            |
| 2-е лицо мн. числа         | 'o cjolaréssis       | cjolaréssiso         | 'o saréssis          | saréssiso            | 'o varéssis          | varéssiso            |
| 3-е лицо мн. числа         | a' cjolaréssin       | cjolaréssino         | a' saréssin          | saréssino            | a' varéssin          | varéssino            |

Формы императива:
| Лицо и число       | fevelâ   | savê   | sintî  | cjoli            | jessi | vê   |
| ------------------ | -------- | ------ | ------ | ---------------- | ----- | ---- |
| 2-е лицо ед. числа | fevéle   |        | sint   | cjol             | sei   | vei  |
| 1-е лицо мн. числа | fevelìn  | savìn  | sintìn | cjolìn           | sin   | vin  |
| 2-е лицо мн. числа | fevelàit | savéit | sintît | cjólit / cjoléit | seit  | veit |

#### Наречие
Пространственные наречия (ca «здесь», là «там», su «вверх», jù «вниз», dòngje «рядом», vìe «вон», fûr «наружу») используются для образования фразовых, или аналитических, глаголов: saltâ fûr «выпрыгнуть», parâ jù «вычеркнуть».

#### Артикль
Во фриульском имеется как определённый, так и неопределённый артикль. В современном языке неопределённый артикль un (м.р.) / une (ж. р.) не имеет форм женского рода. Определённый артикль изменяется как по родам, так и по числам. При этом формы определённого артикля сливаются с предлогами, например a + il > al, cun + il > cul, di + il > dal.

#### Предлоги
К основным, наиболее употребительным предлогам во фриульском языке относятся a, di, in, cun, par, tralfra и другие. По форме и функциям они схожи с предлогами итальянского языка, хотя в некоторых случаях между ними могут отмечаться и различия. Так, например, фриульский предлог di может употребляться как в значении итальянского предлога di, так и в значении итальянского предлога da.

#### Союзы
Союзы фриульского языка делятся на две группы, одна используется для выражения сочинительной, другая — для выражения подчинительной связи между частями сложного предложения. К сочинительным союзам относятся e «и», ni «ни», o «или», ma «но», duncje / doncje «следовательно» и другие. К подчинительным союзам и союзным речениям относятся par che, cun chê di «чтобы», parcèche, parvìe «потому что», cun dut che «хотя», quan’che, co «когда», come «как», se «если» и другие.
Универсальный показатель подчинительной связи che, являющийся компонентом многих союзных речений, может выступать в предложениях после относительных местоимений и наречий: Jo no sai cui ch’al è «Я не знаю, кто это»; Come che si sa «Как известно».

#### Междометия
Междометия выражают эмоции, ощущения и другие реакции на происходящие события: Oh! "«О!» Ahi! «Ай!» Jêsus! «Боже мой!» Tartàifil! «Чёрт побери!» Cje! «Смотри-ка!» и т. д.

#### Словообразование
Основные способы словообразования во фриульском языке те же, что и в остальных романских языках. Чаще всего используется суффиксация, сравнительно редко используется префиксация и словосложение. Словообразование с помощью суффиксов субъективной оценки выделяется в особый класс — альтерацию, не относящийся к собственно словообразованию, или деривации: femenàte «бабища», tardùt «поздненько». К альтерации относятся суффиксальные способы образования имён, наречий и глаголов. Префиксация используется в основном для образования глаголов: stra- — stramudâ «переехать». Словосложением образуются существительные и наречия, часть сложных существительных построена по общероманским моделям: tae-lens «дровосек». Отмечается увеличение частотности образования новых фразовых, или аналитических, глаголов при помощи пространственных наречий: parâ vìe «прогнать», dî sù «декламировать».

### Синтаксис
Для синтаксической структуры простого предложения характерно наличие приглагольных местоименных клитик. Распространён местоименный повтор дополнения: Pieri, lu ai viodût îr «Я вчера видел Пьери», буквально «Пьери, его я видел вчера» (прямое дополнение); A Pieri, j darài une cravàte «Я дам Пьери галстук», буквально «Пьери, ему я дам галстук» (косвенное дополнение). В устной речи встречается местоименная антиципация дополнения: Jùdiju lôr «Помоги ему».
Для вопросительных предложений характерно обязательное их обозначение особыми инвертированными формами глагола: Vénial Toni «Идёт Тони?» В случае построения вопросительного предложения с вопросительным словом, наряду с глагольной формой с энклитикой возможно использование комплементатора перед глагольной формой: Cui vénial / Cui co ven «Кто идёт?» Помимо вопросительных предложений инвертированная глагольная форма употребляется также в разного рода восклицаниях: Ce mi tocjal di víodi! «Что мне приходится видеть!»
Простые компоненты сложных предложений связываются сочинительными и подчинительными союзами и союзными речениями. Для фриульского языка характерно большое разнообразие подчинительных союзов и наличие универсального показателя подчинительной связи монемы che. В частности, che повторяется при сочинении однородных сказуемых: Cuant che al cjantave e che sivilave «Когда он пел и свистел». При образовании предложений с относительными придаточными отмечается синтаксическая несогласованность членов предложения, поскольку che не сочетается с предлогами: Il treno che tu ses rivât «Поезд, на котором ты приехал». Монема che в сочетании с проклитикой может употребляться при построении косвенного вопроса наряду с комплементатором co перед глагольной формой: Dime cui co ven / Dime cui ch’al ven «Скажи мне, кто идёт?» Кроме этого, монема che может выступать в функции дополнения после вопросительного местоимения, а также может использоваться для образования различных выделительных конструкций, включая оборот для выражения актуального действия: A’ son ch’a màngjn «Они едят».

### Лексика
По подсчётам М. Илиеску, осуществлённом на материале 1552 слов, 51 % словарного состава фриульского языка унаследован от латыни, 25 % заимствовано из венетского или итальянского, 13 % является собственно фриульскими инновациями, 5,5 % неясного происхождения, 4 % являются старыми германскими заимствованиями (из готского, франкского или лангобардского).
Значения и формы ряда латинских слов получили во фриульском языке своеобразное развитие. Среди семантических особенностей отмечаются такие, как agâr «борозда» < aquarium «канал», fède «взрослая овца» < feta «родившая», frut «ребёнок» < fructus (ventris) «плод (чрева)», uàrzine «плуг» < organum (из греческого) «орудие». Формальные особенности отмечены в словах типа agne < *amia вместо amita «тётка», gnezze < *neptia вместо neptis «племянница», cjâla < *oculare «глядеть». Значительный пласт лексики аквилейской латыни составлял греческие заимствования (ancòne «придорожная часовня», criùre «сильный холод», muìni «ризничий»), бо̀льшая часть из которых была утрачена вследствие преобладания сельского уклада в жизни носителей фриульского языка.
Присутствуют слова субстратного происхождения, как палеоевропейские (carra «камень, скала», pala «каменистый луг на склоне горы»), так и кельтские (bar «дёрн, пучок (салата)», bore «часть ствола бука», bróili «фруктовый сад», bragóns «штаны», gràve «щебень»).
К древнейшему слою германизмов, пришедших из готского, относятся такие слова, как brût «сноха», bande «часть», bugnon «фурункул», farc «крот», glove «развилка на дереве», lòbie «навес», rap «гроздь», rocje «скала», sbregâ «разрывать, раздирать», sedòn «ложка», tapon «пробка», taponâ «закрывать пробкой, закупоривать», vuardian «сторож», vuardiâ «охранять, сторожить».
Из лангобардского языка во фриульский попали такие слова, как bearç «травянистая огороженная местность, прилегающая к дому», bleon «простыня», bredul «табуретка», crucje «костыль», fara «приезжая семья», bancje «скамья», braide «широкое поле», broade — название блюда из репы, brût «бульон», garp «кислый», grepie «ясли, кормушка», lami «безвкусный, пресный», nape «дымовая труба; большой нос», scarfarot «домашняя туфля; халтурщик» spalt «огороженный», 'suf «мучная похлёбка».
Ранние германизмы, заимствованные непосредственно в латынь, заимствования из готского, лангобардского и франкского образуют «изначальный» пласт германизмов, часть ранних немецких заимствований, вошедших во фриульский язык до V века, называют «дороманскими».
Поздние немецкие заимствования делятся на два пласта: более старый, относящийся к X—XIII векам (bêçs «деньги», cjast «хлебный амбар», cràmar / cramâr «бродячий торговец, коробейник», crot «лягушка», dane «пихта», gàtar «оконная решётка», licôf «банкет», niderlec «выгрузка груза во время транзита», tac «барсук», vignarûl «напёрсток») и современный (asimpon / lasimpon «железная дорога», «сезонный рабочий на железной дороге», befel «приказ», biutar «бездельник», chifel «сдобный рогалик», clanfar «жестянщик», fraila «девушка», lustic / alustic «весёлый», prènar «кочегар», prossac «ранец», russac «рюкзак», sine «рельс», spolert «кухонная плита», sproc «изречение», chèlare «официантка», ziruc «назад», zirucâ «пятиться»). Новых германизмов особенно много в горицианском диалекте.
Со славянами фриулы впервые столкнулись в VIII веке, однако тогда лангобарды не пустили славян во Фриули. Позже, в X веке славяне стали заселять фриульские земли, обезлюдевшие после венгерских набегов. В низинной части Фриули славяне были сравнительно быстро ассимилированы, однако в восточной, горной части до сих пор живёт большое словенское меньшинство. Из словенского во фриульский попали такие слова, как: babe «болтунья», britule «складной нож», cagnàs / cagne «канюк», cernicule / cerignicule «черника», cocosse «курица», colaç «крендель», cos / cosse «корзина», crasigne «короб бродячего торговца», cudiç «чёрт», çutare «фляжка», chìle «грыжа», gubane «лепёшка», jeche «грядка», pustot «оставленный, покинутый», pustote «обезлюдевшие, невозделываемые земли», 'sàve «жаба», race «утка», sligovitz «сливовица», triscule «земляника», vuisignâr «вишня», ’zìme «холодная погода».
Из других романских языков источниками заимствований во фриульский служили венетский — с XV века (artiçok «артишок», ocjài «очки», pampalugo «дурак», pelandron «бездельник», secjél «ведёрко», canòn «арендная плата», gazète «монета», «газета»), итальянский (vècjo «старый», primevère «весна», coràgjo «мужество», etèrno «вечный») и французский (plusôr «несколько», tasse «куча», blònde «вышитое покрывало») языков. Итальянизмы зачастую конкурируюют с исконно фриульскими словами, нередко вытесняя последние: autùn вместо siaràde / sorunviâr «осень», ripôs вместо pòlse «отдых», silènzi вместо cidìn «тишина».
В целом основной словарный состав фриульского языка образуют слова латинского происхождения.
Сельское бытование фриульского языка обусловило формирование исконной лексики, отражающей в основном сельские реалии. В последнее время на лексическом уровне для устной и письменной форм фриульского языка характерна значительная интерференция с итальянским языком.

## История изучения

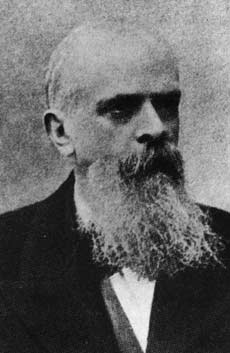
Г. Асколи, один из первых исследователей фриульского языка

В 1871 году вышел словарь аббата Я. Пироны Vocabolario Friulano, в котором дано первое научное описание фриульского языка (этот словарь переиздаётся и в наше время под редакцией Дж. Фрау).
Первое описание фриульской фонетики (на центральнофриульском материале) сделал в 1873 году Г. Асколи, родным диалектом которого был горицианский фриульский, в «Ладинских этюдах» (итал. Saggi ladini). Т. Гартнер в своей работе Rätoromanische Grammatik 1883 года, опирался, в частности, на данные фриульских говоров Порденоне.
Лексика фриульского языка анализируется в книге Карла фон Чернига (C. Von Czoernig) «Древние народы Верхней Италии» (Die alten Völker Oberitaliens. Italiker (Umbrer). Raeto-Etrusker. Raeto-Ladiner. Veneter. Kelto-Romanen, 1885).
В нескольких томах издан Atlanto storico-linguistico-etnografico friulano под редакцией Дж. Пеллегрини (1972—1986). Кроме того, вышло два тома Dizionario etimologico storico friulano, буквы A-E (1984—1987).

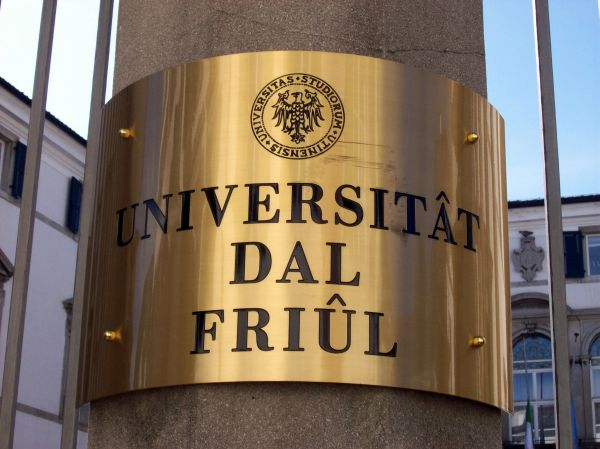
Университет Удине, один из ведущих центров по изучению фриульского языка (надпись на фриульском «Фриульский университет» у входа в здание ректората)

Значительный вклад в изучение истории фриульского языка внёс Дж. Маркетти, издавший серию статей «О происхождении фриульского языка» (Stude sulle origini del friulano, 1933—1934) и книгу «Основные элементы фриульской грамматики» (Lineamenti di grammatica friulana, 1952). В работах Дж. Маркетти рассматриваются особенности аквилейской латыни, заимствования, проникшие во фриульский в разные исторические периоды, историю развития фриульской литературы и т. д.
В работах Дж. Франческато исследуется в числе прочего фриульская диалектология (Dialettologia friulana, 1966, Studi linguistici sul friulano, 1970). Фундаментальным трудом по фриульской диалектологии стал «Фриульский историко-лингво-этнографический атлас». Исследования по фриульскому языку в разное время издавали также Дж. Фрау, М. Илиеску, Ф. Викарио, Дж. Дзаньера, Ф. Финко, П. Розеано, П. Бенинка, С. Хайнеманн, Л. Ванелли, А. Дзамбони. В России исследование социолингвистической составляющей современного фриульского языка опубликовала И. И. Челышева («Фриульский язык: Проблемы и перспективы функционирования малого романского языка в современной Италии», 1997), работа, посвящённая типологии и истории фриульского, была издана Б. П. Нарумовым («Место фриульского среди романских языков», 2000), Б. П. Нарумов и Н. Л. Сухачёв подготовили обзорную статью «Фриульский язык» для серии «Языки мира. Романские языки» (2001).
Основные научные центры по исследованию фриульского языка — университеты Удине и Падуи. В целом фриульский язык остаётся пока недостаточно изученным языком.

## Пример текста
Bindo Chiurlo Il Ciant de Filologiche Furlane:
| Оригинал | Перевод |
| --- | --- |
| Un salût 'e Furlanìe da lis monz insìn al mâr: donge il mâr il sanc dai màrtars, su lis monz il lôr altâr. E la nestre cjare lenghe va des monz fin al Timâf: Rome 'e dis la sô liende sul cunfin tòdesc e sclâf. Che tu cressis, mâri lenghe, grande e fuarte, se Dio ûl! che tu slargjs la tô tende su la Cjargne e sul Friûl; che tu vadis, mâri lenghe, serie e sclete, intôr intôr: tu confuàrte dut chest popul salt, onest, lavoradôr! | Поклон Фриули от гор до моря: близ моря — кровь мучеников, в горах — их алтарь. И наш прекрасный язык с гор доходит до Тимаво: здесь речь Рима звучит между немцами и славянами. Становись сильней, родной язык, если на то воля Божья, будут под сенью твоей Карния и Фриули; будешь ты, родной язык, правильным и чистым: ты удержишь свой народ крепким, честным, работящим! |

## Фриульская Википедия
Существует раздел Википедии на фриульском языке («Фриульская Википедия»), первая правка в нём была сделана в 2005 году. По состоянию на 10:21 (UTC) 16 июля 2025 года раздел содержит 4802 статьи (общее число страниц — 11 011); в нём зарегистрировано 15 809 участников, двое из них имеют статус администратора; 12 участников совершили какие-либо действия за последние 30 дней; общее число правок за время существования раздела составляет 180 642.